# Corbie
Pour les articles homonymes, voir Corbie (homonymie).
Corbie (en picard: Corbeu) est une commune française située dans le département de la Somme, en région Hauts-de-France. Les habitants se nomment les Corbéens. Corbie est le siège de la communauté de communes du Val de Somme.

## Géographie

### Localisation
Corbie est une petite ville picarde, chef-lieu de canton, située à 15 km, à l'est et en amont d'Amiens, dans la vallée de la Somme, traversée par le canal de la Somme. La ville occupe un site de confluence, divers bras de l'Ancre, la Boulangerie conflue avec la Somme canalisée entre Corbie et Fouilloy juste en aval de l'écluse de Corbie.

#### Communes limitrophes
| Pont-Noyelles | Bonnay et Lahoussoye | Heilly et Méricourt-l'Abbé          |
| Daours        | Corbie               | Vaux-sur-Somme et Vaire-sous-Corbie |
|               | Fouilloy et Aubigny  | Hamelet                             |

### Nature du sol et du sous-sol
Le sous-sol de la commune est le plus souvent crayeux avec bancs de silex. Il est recouvert de dépôts meubles - le limon des plateaux de l'ère tertiaire - ou d'alluvions argilo-sableuses dans les vallées de l'Ancre et de la Somme. Ces alluvions se sont transformées en tourbe herbacée, compacte, fibreuse et coquillière. Cette tourbe a été exploitée au moyen d'entailles qui ont donné naissance aux étangs que nous connaissons aujourd'hui qui sont donc une création humaine.

### Relief, paysage, végétation
Corbie est une commune de l'Amiénois, plateau qui entoure Amiens. L'altitude passe assez brusquement de 25 à 89 mètres au niveau des Falaises à proximité de l'intersection des routes de Bonnay et de Bray-sur-Somme. Là, un point de vue aménagé offre une perspective sur la vallée de la Somme, les étangs, les villages, les champs et les bois. Le point culminant de la commune est 108 m.
Entre Corbie et Vaux-sur-Somme, les étangs de La Barette propriété du Conseil départemental de la Somme forment un espace protégé où on peut observer la faune et la flore des marais avec une particularité, les « Fontaines bleues », sources situées au fond d'un cours d'eau, résurgences de la nappe de la craie, formant un puits profond et donnant à l'eau, localement, une coloration bleutée.

### Hydrographie

#### Réseau hydrographique
La commune est située dans le bassin Artois-Picardie. Elle est drainée par la Somme canalisée, l'Ancre, la Boulangerie, le Marais de Vaux et Marais de Sailly le Sec, le ruisseau de La Cressonnière, la Ferme du Château, le fleuve la Somme et divers autres petits cours d'eau.
Le canal de la Somme, construit entre 1770 et 1827, et mis au gabarit Freycinet en 1880, est long 170 km. Il débute à Saint-Simon où il touche au canal de Saint-Quentin et débouche dans la baie de Somme.
L'Ancre, d'une longueur de 37 km, prend sa source dans la commune de Miraumont et se jette  dans la Somme canalisée à Aubigny, après avoir traversé 21 communes. Les caractéristiques hydrologiques de l'Ancre sont données par la station hydrologique située sur la commune. Le débit moyen mensuel est de 2,44 m3/s. Le débit moyen journalier maximum est de 6,9 m3/s, atteint lors de la crue du 4 avril 2024. Le débit instantané maximal est quant à lui de 7,14 m3/s, atteint le même jour.

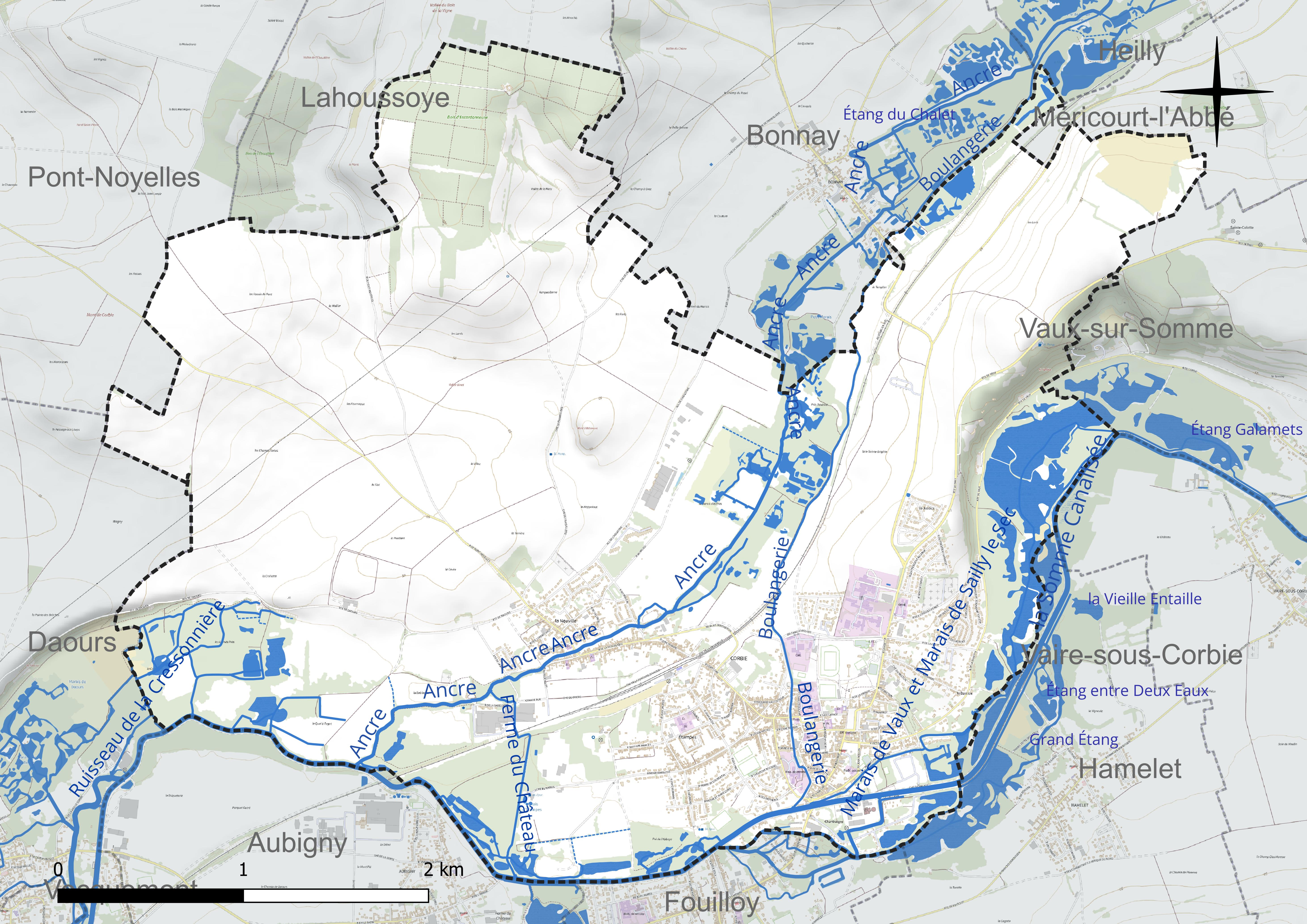
Réseau hydrographique de Corbie.

#### Gestion et qualité des eaux
Le territoire communal est couvert par le schéma d'aménagement et de gestion des eaux (SAGE) « Haute Somme ». Ce document de planification concerne un territoire de 1 798 km2 de superficie, délimité par le bassin versant de la Haute Somme est constitué d'un réseau hydrographique complexe de cours d'eau, de marais, d'étangs et de canaux. Le périmètre a été arrêté le 21 avril 2006 et le SAGE proprement dit a été approuvé le 15 juin 2017. La structure porteuse de l'élaboration et de la mise en œuvre est le syndicat mixte d'aménagement hydraulique du bassin versant de la Somme (AMEVA).
La qualité des cours d'eau peut être consultée sur un site dédié géré par les agences de l'eau et l'Agence française pour la biodiversité.

### Climat
Pour des articles plus généraux, voir Climat des Hauts-de-France et Climat de la Somme.
En 2010, le climat de la commune est de type climat océanique dégradé des plaines du Centre et du Nord, selon une étude du CNRS s'appuyant sur une série de données couvrant la période 1971-2000. En 2020, Météo-France publie une typologie des climats de la France métropolitaine dans laquelle la commune est exposée à un climat océanique et est dans la région climatique Nord-est du bassin Parisien, caractérisée par un ensoleillement médiocre, une pluviométrie moyenne régulièrement répartie au cours de l'année et un hiver froid (3 °C).
Pour la période 1971-2000, la température annuelle moyenne est de 10,4 °C, avec une amplitude thermique annuelle de 14,3 °C. Le cumul annuel moyen de précipitations est de 692 mm, avec 11,9 jours de précipitations en janvier et 8,5 jours en juillet. Pour la période 1991-2020, la température moyenne annuelle observée sur la station météorologique la plus proche, située sur la commune de Glisy à 8 km à vol d'oiseau, est de 11,1 °C et le cumul annuel moyen de précipitations est de 646,6 mm,. Pour l'avenir, les paramètres climatiques de la commune estimés pour 2050 selon différents scénarios d'émission de gaz à effet de serre sont consultables sur un site dédié publié par Météo-France en novembre 2022.

#### Urbanisation et aménagement du territoire
La ville de Corbie avec sa voisine Fouilloy forme un seul et même ensemble urbain, le bâti étant continu. L'urbanisation, à Corbie, s'est développé surtout à partir des années 1960 par la construction de lotissements dans les quartiers d'Étampes, de La Logette-Les Longues Vignes et de La Neuville.
Le centre-ville est difficile à cerner car les boutiques sont disséminées pratiquement de la gare jusqu'à l'écluse du canal de la Somme formant une sorte d'arc de cercle sur plus d'un kilomètre et demi. Seul, le secteur qui va de l'abbatiale à la mairie a un tissu commercial plus dense.
L'Enclos (espace contenu par le mur d'enceinte de l'ancienne abbaye) a été mité par la construction d'équipements scolaires, sportifs, culturel ou administratif; l'aspect paysager de ce vaste espace vert a été ainsi passablement délaissé. Des équipements sportifs et culturels ont été reconstruits ou réaménagés ces dernières années (piscine, centre Adalhard-théâtre « Les Docks », médiathèque). La municipalité a également entrepris une rénovation du centre-ville notamment de la place de la République dont la physionomie a été bouleversée. Cette rénovation s'est poursuivie par le réaménagement du jardin public de la mairie et de ses abords. Le patrimoine architectural, historique et mémoriel est assez peu mis en valeur hormis l'ancienne porte d'honneur de l'abbaye ; on cherche en vain un indice, dans l'espace urbain, qui rappellerait le siège de 1636.

## Urbanisme

### Occupation des sols

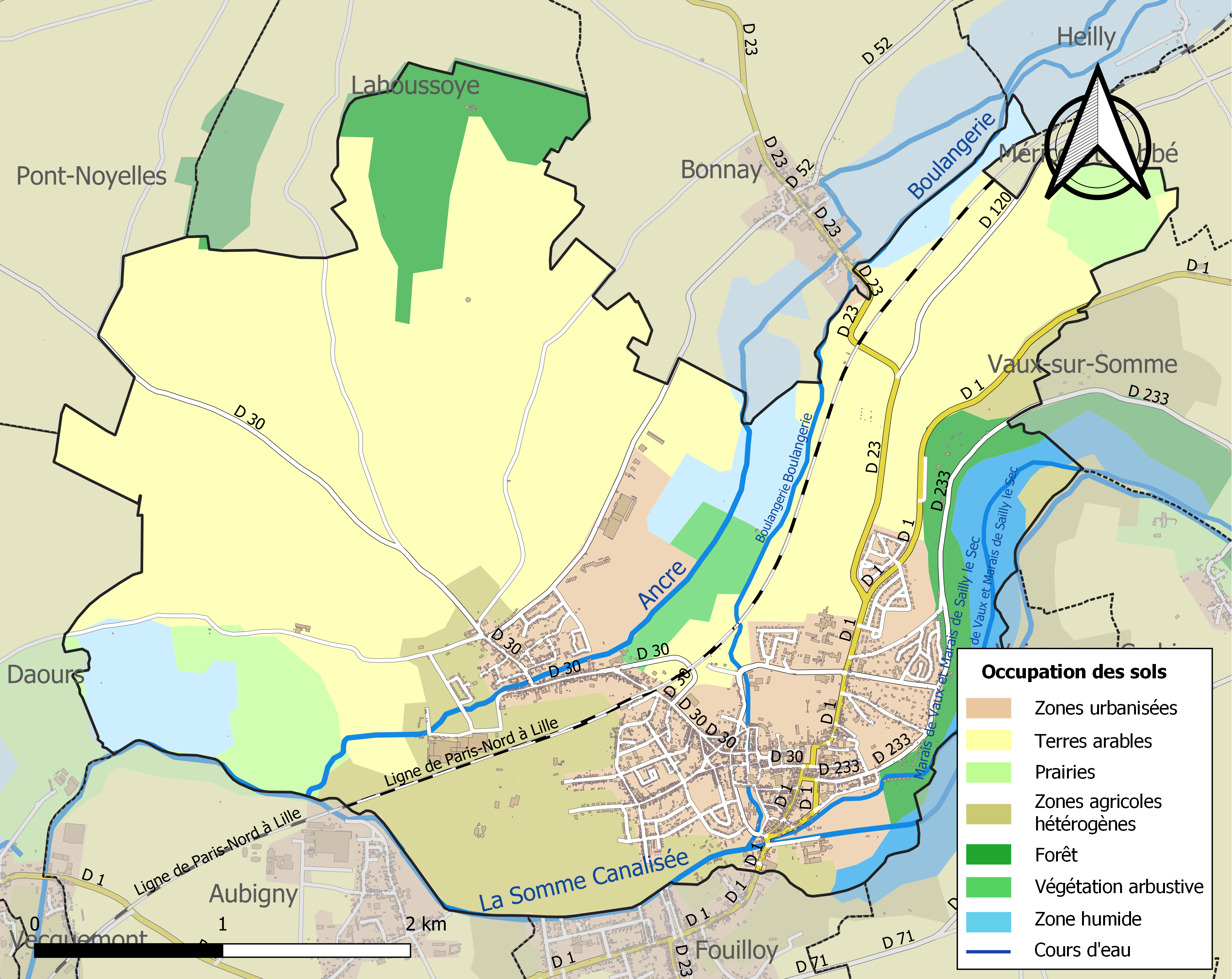
Carte des infrastructures et de l'occupation des sols de la commune en 2018 (CLC).

L'occupation des sols de la commune, telle qu'elle ressort de la base de données européenne d'occupation biophysique des sols Corine Land Cover (CLC), est marquée par l'importance des territoires agricoles (66,7 % en 2018), en diminution par rapport à 1990 (70 %). La répartition détaillée en 2018 est la suivante :
terres arables (50,4 %), zones urbanisées (16,4 %), zones agricoles hétérogènes (11,7 %), forêts (7,2 %), zones humides intérieures (5,6 %), prairies (4,6 %), eaux continentales (2,6 %), milieux à végétation arbustive et/ou herbacée (1,6 %). L'évolution de l'occupation des sols de la commune et de ses infrastructures peut être observée sur les différentes représentations cartographiques du territoire : la carte de Cassini (XVIIIe siècle), la carte d'état-major (1820-1866) et les cartes ou photos aériennes de l'IGN pour la période actuelle (1950 à aujourd'hui).

### Morphologie urbaine
Corbie est devenue une commune de la péri-urbanisation amiénoise. La proximité d'Amiens (17 km) la commodité d'accès par la route comme par le rail, ses équipements : scolaires, sportifs, culturels ou commerciaux l'ont rendue attractive pour une population cherchant, à moindre coût, un habitat individuel proche du lieu de travail. Aussi la population est-elle passée de 4 500 habitants au début des années 1960 à près de 6 500 aujourd'hui.

### Typologie
Au 1er janvier 2024, Corbie est catégorisée petite ville, selon la nouvelle grille communale de densité à sept niveaux définie par l'Insee en 2022.
Elle appartient à l'unité urbaine de Corbie, une agglomération intra-départementale regroupant deux  communes, dont elle est ville-centre,,. Par ailleurs la commune fait partie de l'aire d'attraction d'Amiens, dont elle est une commune de la couronne,. Cette aire, qui regroupe 369 communes, est catégorisée dans les aires de 200 000 à moins de 700 000 habitants,.

### Habitat et logement
En 2019, le nombre total de logements dans la commune était de 2 881, alors qu'il était de 2 785 en 2014 et de 2 709 en 2009.
Parmi ces logements, 92 % étaient des résidences principales, 0,9 % des résidences secondaires et 7,1 % des logements vacants. Ces logements étaient pour 79,8 % d'entre eux des maisons individuelles et pour 19,8 % des appartements.
Le tableau ci-dessous présente la typologie des logements à Corbie en 2019 en comparaison avec celle de la Somme et de la France entière. Une caractéristique marquante du parc de logements est ainsi une proportion de résidences secondaires et logements occasionnels (0,9 %) inférieure à celle du département (8,3 %) et à celle de la France entière (9,7 %). Concernant le statut d'occupation de ces logements, 55,7 % des habitants de la commune sont propriétaires de leur logement (54,2 % en 2014), contre 60,2 % pour la Somme et 57,5 pour la France entière.
| Typologie                                               | Corbie | Somme | France entière |
| ------------------------------------------------------- | ------ | ----- | -------------- |
| Résidences principales (en %)                           | 92     | 83,2  | 82,1           |
| Résidences secondaires et logements occasionnels (en %) | 0,9    | 8,3   | 9,7            |
| Logements vacants (en %)                                | 7,1    | 8,5   | 8,2            |

### Lieux-dits, hameaux et écarts
- La Neuville (appelée jadis La Neuville-sous-Corbie), située à l'Ouest et traversée par la rivière Ancre, dont la confluence avec la Somme est à courte distance, juste au Nord d'Aubigny et en amont de Daours.
- Le quartier d'Étampes était encore au XVIIIe siècle un hameau (carte de Cassini)[17].
- Les Longues Vignes

### Voies de communications et transports
- Chemin de fer : la gare de Corbie est située sur la ligne Amiens-Lille (réseau TER Hauts-de-France).
- Transports en commun routiers : la localité est desservie en 2019 par les lignes d'autocars du réseau interurbain Trans'80 Hauts-de-France (ligne no 37)[18].

Sur le plan routier, Corbie est située à l'écart des grands axes de circulation, sur la route départementale 1 qui relie Amiens à Péronne.

## Toponymie
On rencontre dans les textes anciens plusieurs formes pour désigner Corbie depuis le VIIe siècle: Corbiense monasterium en 841 et Corbeia en 877, Corbegia, Corbia, Corbye, Corbeyre.
Plusieurs hypothèses ont été avancées sur l'origine du nom Corbie :
- Corbeus, du nom du chef des Bellovaques tué par César[Note 7] ;
- Corvidius anthroponyme latin, lui-même dérivé (comme surnom) de corvus, « corbeau ». Corbie signifierait donc : lieu de rassemblement de corbeaux[Note 8] ;
- le nom de la rivière : Corbiea amnis (la rivière de Corbie)[20] d'où la ville tirerait son nom. Cette rivière est désignée par le terme Fluvum Corbeia, en 1188. Cette hypothèse reste aujourd'hui la plus probable. La rivière Corbeia s'appelle aujourd'hui, l'Ancre.

## Histoire

### Préhistoire
Le site de Corbie a été occupé par l'homme dès la Préhistoire.

#### Paléolithique
On trouve, au lieu-dit Les Genets (Les Falaises), d'abondants silex taillés de l'époque paléolithique.
En 1997, au lieu-dit Les Fourneaux, situé entre la route menant à Querrieu et la route menant à Lahoussoye, furent retrouvés des ossements d'animaux vieux de 150 000 ans. En 2012, des fouilles archéologiques ont mis au jour des sols gris-forestier (sol de Bettencourt) du début de la dernière période glaciaire, entre 110 000 ans et 68 000 ans, le Weichsélien (~115 000 - ~10 000 avant le présent). Dans ces couches furent retrouvés des outils en silex taillé par l'homme de Néandertal à l'époque du Paléolithique moyen.
Malgré le refroidissement du climat, l'homme de Néandertal a continué à fréquenter les paysages de steppes de la future Picardie et ses sols gelés sur deux mètres de profondeur, parcourus par les rennes et les mammouths. Des éclats de type « Levallois » et des pointes ont été trouvés. C'est la présence de blocs de silex dans la craie qui explique vraisemblablement la présence de l'homme de Néandertal sur le site de Corbie.

#### Néolithique
Sur les bords de l'Ancre ont été retrouvées des traces d'habitat datant du Néolithique.

#### Age du bronze
Une épée en bronze a été retrouvée dans une tourbière au XIXe siècle.

#### Âge du fer, époque gauloise
Des vases gaulois ont été retrouvés à La Neuville, quartier de Corbie.

### Antiquité
Des sarcophages et une statuette du IIIe siècle ont été retrouvés sur le territoire de la commune.

### Moyen Âge

#### Haut Moyen Âge, fondation de l'abbaye de Corbie à l'époque mérovingienne
Corbie entre dans l'histoire avec la fondation de son abbaye. La reine Bathilde, régente de Neustrie et de Burgondie pendant la minorité de Clotaire III, fonde l'abbaye Saint-Pierre de Corbie sur les terres ayant été attribuées à Gundoland, maire du palais et revenues au fisc royal après sa mort. La date de fondation de l'abbaye de Corbie ne nous est pas connue avec exactitude, elle se situerait entre la mort de Clovis II, le 31 octobre 657 et le 23 décembre 661, date d'un second diplôme confirmant la fondation de l'abbaye.

#### Haut Moyen Âge, apogée de l'abbaye de Corbie à l'époque carolingienne

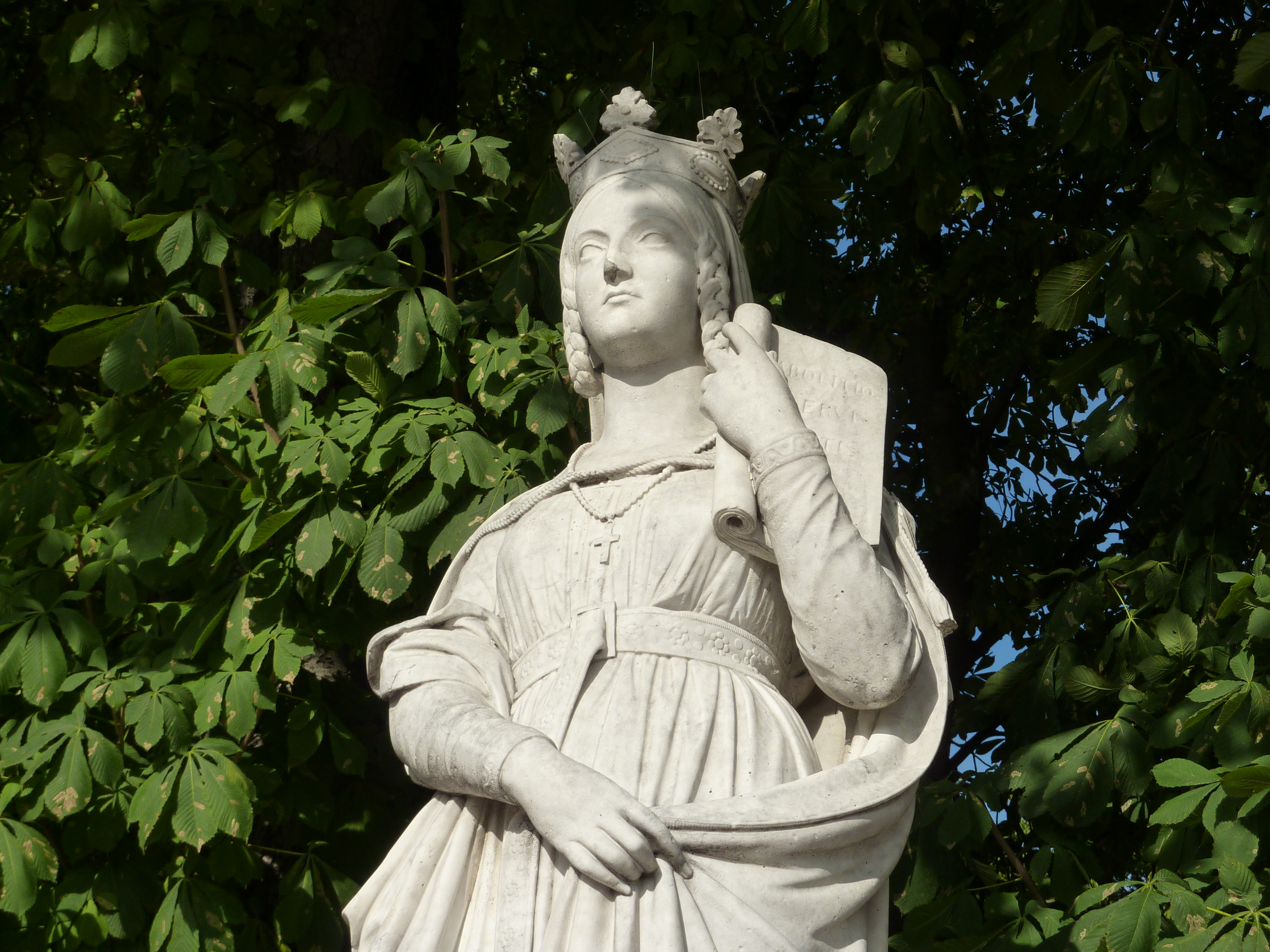
La Reine Bathilde, statue du jardin du Luxembourg, Paris.
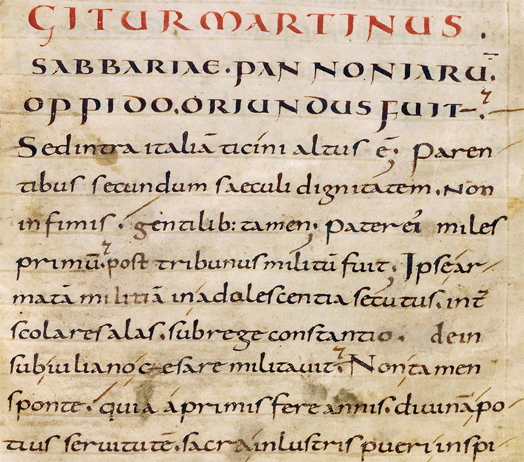
Écriture caroline, mise au point à Corbie au VIIIe siècle.
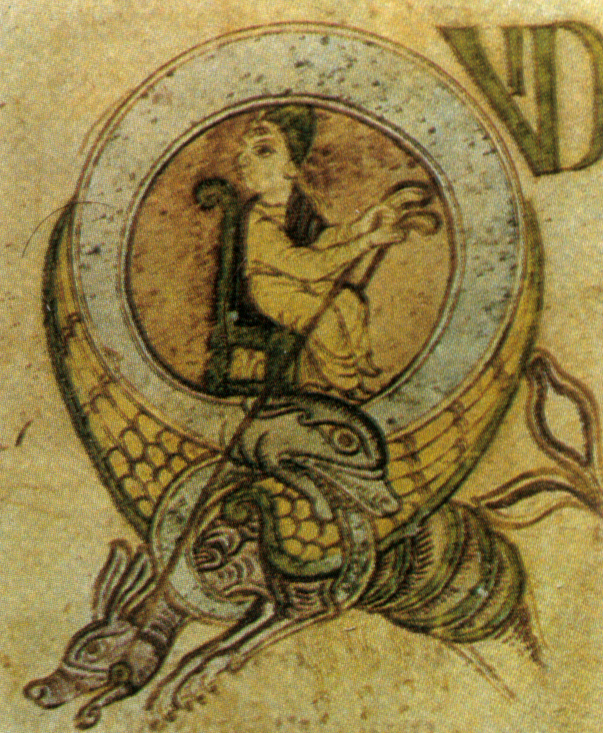
Enluminure du Psautier de Corbie.
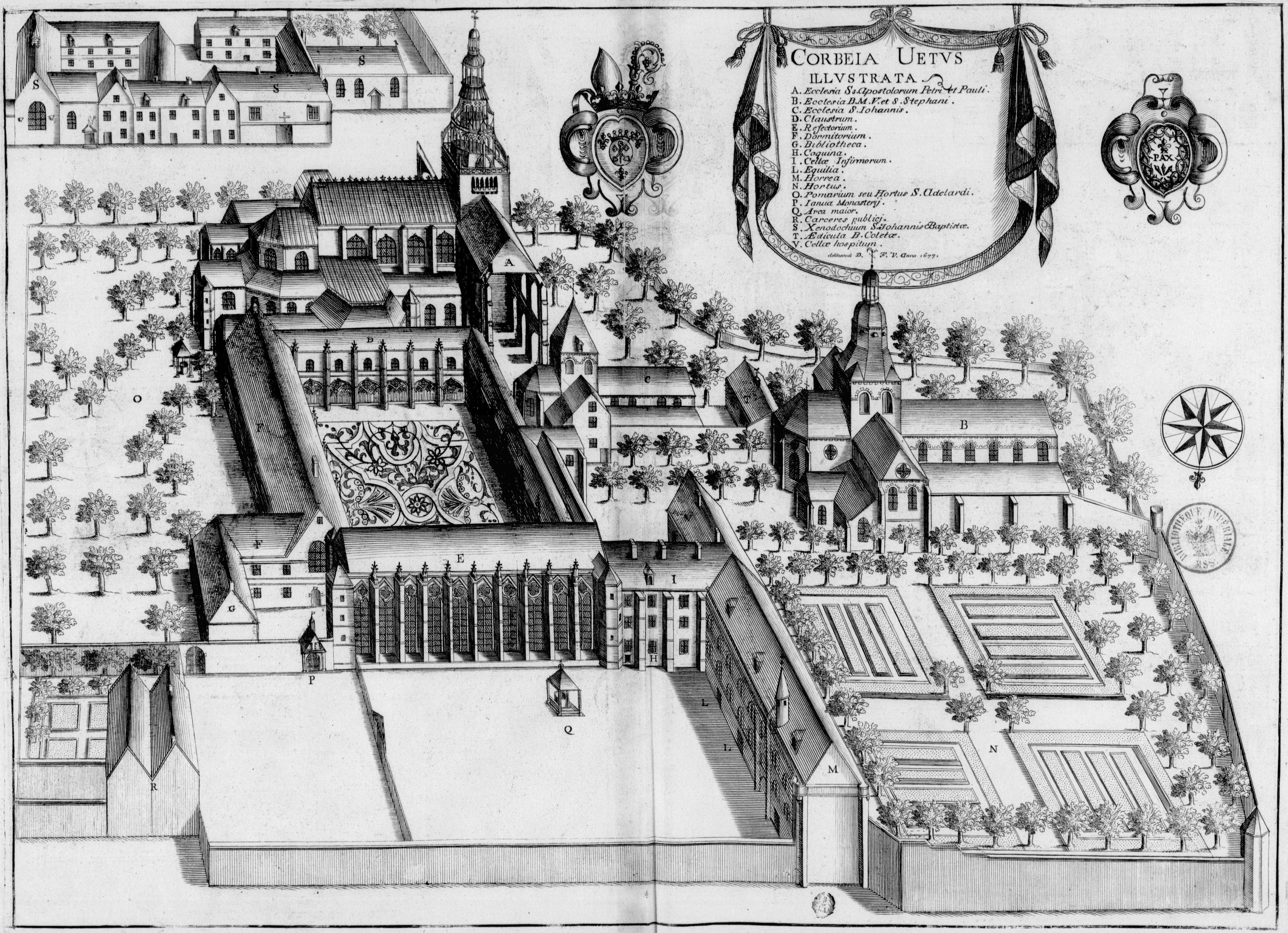
L'abbaye de Corbie, planche gravée du Monasticon Gallicanum publiée en 1677.

En 774, Didier de Lombardie, roi des Lombards, est fait prisonnier par Charlemagne. Déposé, il est contraint de séjourner à l'abbaye de Corbie, avec sa famille, probablement jusqu'à sa mort (786?).
Le scriptorium de l'abbaye est, à la fin du VIIIe siècle, l'un des lieux où s'élabore l'écriture minuscule caroline qui s'impose à tout l'Occident et qui devient par la suite la minuscule d'imprimerie. Sous l'abbatiat de Maurdramne (772-781) est rédigée à l'abbaye de Corbie, une Bible de sept écritures différentes dont la minuscule caroline.
Adalard de Corbie, cousin de Charlemagne, abbé de Corbie de 781 à 826, est l'un des Missi dominici de l'empereur et mène de front une carrière religieuse et une carrière diplomatique. Avec son frère Wala, il participe à la fondation de l'abbaye de Corvey en Saxe.
De 843 à 851, Paschase Radbert est abbé de Corbie. Il est l'auteur du premier traité théologique sur l'eucharistie, De corpore et sanguine Domini (Livre du corps et du sang du Seigneur), rédigé en 831 et présenté au roi Charles II le Chauve, en 844.

#### Incursions vikings
Au printemps 859, les Vikings de Weland remontent la Somme de Saint-Valery-sur-Somme à Corbie, pillant au passage la ville d'Amiens. L'abbé Odon parvient militairement à les repousser.
En février 881, les Vikings mettent à sac et incendient l'abbaye de Corbie. L'abbé Francon décide alors de réagir. Il fait construire un Castrum, un château ou/et des remparts pour renforcer les défenses de l'abbaye et de l'agglomération voisine. Francon et ses successeurs s'arrogent les pouvoirs, militaires et fiscaux, créant ainsi une seigneurie banale. C'est la naissance de la féodalité.

#### Commune médiévale
En 1124, l'abbé Robert accorde une charte communale à la ville Corbie. La commune avait la charge de l'entretien des remparts qui jusqu'au XIXe siècle sont percés de trois portes permettant l'accès à la ville : au nord, la Porte d'Encre, au sud la Porte à l'image — qui devait son nom à une statue en bois de la Vierge qui l'ornait — et à l'ouest, la Porte des vaches qui menait aux prairies de La Neuville.
En 1184, la ville de Corbie est assiégée par le comte de Flandre, Philippe d'Alsace, en guerre contre le roi de France, Philippe Auguste. La résistance de Corbie permet à Philippe Auguste de battre le comte de Flandre et de lui prendre le comté d'Amiens. Philippe Auguste donne à Corbie de nouvelles libertés contre la volonté de l'abbé de Corbie. Mais, parti en croisade en 1189, le roi est accompagné par l'abbé Nicolas III de Rouais qui lui arrache la suppression de ces « articles additionnels ». En 1191, l'abbé Nicolas III en lutte avec ses religieux eux-mêmes doit démissionner.
Le 27 juillet 1214 a lieu la bataille de Bouvines opposant le roi de France Philippe Auguste à l'empereur d'Allemagne Othon et son allié le comte Ferrand de Flandre. La participation des milices communales, dont celle de Corbie, à cette bataille permet à Philippe Auguste d'avoir la victoire. Le roi rend à la commune de Corbie les libertés qui lui avaient été enlevées.
À partir de la deuxième moitié du XIIIe siècle, une crise économique interrompt le commerce des draps de luxe de Corbie. La commune s'appauvrit. En 1269] l'abbé Mouret, en accord avec le seigneur de Fouilloy, parvient à retirer à la commune de Corbie la propriété du faubourg de Fouilloy.
En 1310, la ville de Corbie criblée de dettes s'en remet au roi. Or, celui-ci étant devenu puissant, les milices communales ne lui étaient plus aussi utiles. Philippe IV le Bel, préfère soutenir l'abbé de Corbie plutôt que la commune. Celle-ci retombe ainsi sous la domination de l'abbé qui fait détruire les signes du pouvoir communal (les battants des cloches, le beffroi…). Les bourgeois doivent subir la rigueur de la puissance abbatiale jusqu'à la Révolution française.

#### Prospérité économique
La prospérité économique de Corbie et de l'abbaye repose alors essentiellement sur l'agriculture, principalement la culture des céréales, de la guède (plante tinctoriale) et d'oléagineux. Ces marchandises sont consommées pour partie par le marché local mais surtout par les marchés étrangers. Le commerce se fait alors par la voie fluviale et la voie maritime, Corbie étant le point navigable le plus en amont de la Somme à cette époque.
Au XIIIe siècle, le commerce de la guède ou waide en picard, est très actif en Picardie et fait la prospérité de Corbie. Les tourteaux de waide servent à faire des décoctions qui donnent une teinture bleue. Les marchands de Corbie achètent de la laine de moutons venue d'Angleterre et confectionnent des draps travaillés. Certains d'entre eux sont des draps de luxe qui concurrencent ceux d'Amiens et d'Abbeville, vendus à Troyes aux foires de Champagne, ou à la foire du Lendit entre Paris et Saint-Denis. À Paris même, à la halle aux draps, des acheteurs étrangers viennent des bords de la Méditerranée acheter des draps de Corbie. Il existe également, à cette époque, à Corbie, une fabrique d'armes, de boucliers et de cottes de mailles. Un marché se déroule dans la ville ainsi que deux foires (la foire de la Saint-Pierre, le 1er juillet et la foire de la Saint-Mathieu à la fin septembre) les marchandises  étaient transportées par terre et par la Somme et l'Ancre.
La waide est exportée vers l'Angleterre, les marchands d'Abbeville, d'Amiens et de Corbie possèdent en commun un magasin dans la Cité de Londres. En retour, sont importées des laines anglaises nécessaires à l'industrie textile picarde. Les étoffes de Corbie sont vendues aux foires de Champagne, les marchands d'Abbeville, Amiens et Corbie tiennent une halle en commun à Troyes, en 1237.
En 1237, un traité de commerce réunissait les villes d'Amiens, de Corbie et de Nesle avec la ville de Londres. Les villes picardes vendent à Londres et dans d'autres villes anglaises, du blé, du vin en gros, de la guède, des oignons et des aulx…  Les marchands de ces villes peuvent alors acheter en Angleterre toutes sortes de marchandises à l'exception des armes et des bestiaux. Ce traité est appliqué jusqu'à la fin de la commune.
Au début du XIVe siècle, le blé venant de Corbie est transporté par voies fluviale et maritime jusqu'à Bruges, au début du XVe siècle jusqu'en Hollande. La fin du XVe siècle est une période de déclin économique pour Corbie du fait de la rivalité franco-bourguignonne.

#### Bas Moyen Âge
En 1348, la Peste noire sévit, à Corbie on agrandit le cimetière et l'abbé Hugues de Vers organisa des processions.
La défaite de Poitiers et la captivité du roi Jean le Bon plongent le royaume de France dans une crise politique majeure. En 1358, pendant la Grande Jacquerie et le soulèvement parisien d'Étienne Marcel et de Charles le Mauvais, roi de Navarre. Le dauphin, (futur roi Charles V), lieutenant général du royaume, pendant la captivité de son père, quitte Paris en février pour échapper à la pression des partisans d'Étienne Marcel.
Dans ce contexte troublé, les bourgeois de Corbie reconstituent la commune et nomment Gilles de Blangy, capitaine de la ville. L'abbé Jean d'Arsy sans soutien prit la fuite. Le retour du dauphin à Paris, le 2 août 1358, permet à Jean d'Arcy de rentrer à Corbie, la commune est de nouveau abolie et les bourgeois sont condamnés.
Au début du mois de septembre 1358, le dauphin fait arrêter, à Amiens, l'épouse de Jean de Picquigny et celle du vicomte de Poix partisans de Charles le Mauvais. Ces seigneurs demandent la libération de leurs épouses, la population s'y oppose et demande du secours aux Parisiens révoltés. 400 d'entre eux arrivèrent à Amiens et participent à la prise du château de Boves et du château de Picquigny. Le dauphin qui était à Compiègne, craignant les conséquences néfastes de cette affaire, vient à Corbie avec des gens d'armes et demande aux maire et échevins d'Amiens de venir le rencontrer mais ces derniers refusent et lui font savoir qu'il pouvait venir lui-même à Amiens, mais sans être accompagné de ses gens d'armes, ce qui ne pouvait se faire.
En 1382 et 1392, le roi Charles VI se rend à Corbie pour en inspecter les fortifications.
En 1422, Jean de Lancastre, régent du royaume de France au nom de son neveu, se rend à Corbie pour présenter Henri VI proclamé roi de France conformément au Traité de Troyes de 1420.
En 1429, après la bataille de Patay, Corbie ouvre ses portes au roi Charles VII.
En 1433, les pourparlers de Corbie aboutissent à la signature d'un traité entre le roi de France et le duc de Bourgogne. Le traité d'Arras de 1435 met fin à la guerre civile entre Armagnacs et Bourguignons moyennant quoi, Corbie et les autres villes de la Somme sont remises au duc de Bourgogne Philippe le Bon.
En 1470, Charles le Téméraire, duc de Bourgogne se rend à Corbie avec ses troupes lors du siège d'Amiens mais en 1475, la ville est prise par Louis XI, roi de France.

### Époque moderne
En 1492, Impériaux et Anglais s'emparèrent de Corbie, l'abbé Pierre d'Osterel doit se réfugier à Paris. La ville et son abbaye restent aux mains des Anglais pendant presque une année.

#### Menace espagnole
En 1501, Pierre Dottrel, abbé de Corbie, fait reconstruire l'église abbatiale Saint-Pierre, après avoir fait détruire l'ancienne église romane. Il la fait reconstruire dans un style ogival, mais il ne peut faire élever que le chœur, une partie du bras et la flèche du transept, en raison de la  famine qui sévit en 1503 et 1504.
En 1506, les travaux reprennent mais à cette époque le gouverneur de Picardie impose une garnison royale à Corbie.
De 1513 à 1516, après la venue du roi Louis XII, les fortifications de Corbie sont reprises. Elles sont par la suite adaptées à l'artillerie pour amplifier la puissance de tir des bastions et des demi-lunes par l'architecte Jean Errard de Bar-le-Duc,,.
À partir de 1516 par le Concordat de Bologne, le roi de France reçoit le pouvoir de nommer les abbés : c'était le système de la commende. L'abbé commendataire n'est plus obligé de résider dans son abbaye, mais en perçoit simplement les bénéfices. Il en est ainsi pour l'abbaye de Corbie jusqu'à sa suppression en 1790.
En 1554, les Impériaux tentent sans succès de franchir la Somme à Corbie. Le duc de Vendôme l'empêche. Une autre attaque des Impériaux a lieu entre Corbie et les villages voisins de Daours et Vecquemont, où plus de 200 d'entre eux meurent, noyés dans la Somme.
En 1555, Henri II nomme à Corbie un gouverneur commandant la place forte, Charles de Belleforière. Son fils Ponthus de Bellforière devint, après lui, gouverneur de Corbie.
En 1558, le roi d'Espagne, veut prendre Corbie, croyant la garnison peu nombreuse, mais est repoussé. La guerre se termine en 1559 par la paix du Cateau-Cambrésis.
En 1557, Charles de Bourbon, cardinal de Lorraine, archevêque de Rouen, légat du pape en Avignon et évêque de Nevers, devient abbé commendataire de Corbie, cumulant ses charges avec les bénéfices de plusieurs autres abbayes ce qui lui apporte des revenus considérables. Il exige une contribution de guerre du diocèse d'Amiens de 20 000 livres dont 3 000 de l'abbaye. Il vend à son profit le patrimoine d'Adalhard en Flandre. Enfin à la mort d'Henri III en 1589, bien que prisonnier à Blois, il est proclamé roi de France par la Ligue sous le nom de Charles X. Il meurt dans sa prison en 1590.
En 1594, Henri IV fit son entrée à Corbie.
Lors de la guerre franco-espagnole de 1595-1598, la ville d'Amiens est prise par les Espagnols le 11 mars 1597. Son gouverneur, le comte de Saint-Pol, n'a que le temps de fuir à Corbie pour ne pas être prisonnier. Corbie est alors en proie à la peste (1596-1597). Le roi Henri IV vient en personne superviser le siège d'Amiens.
Après six mois de siège, le 25 septembre 1597, les Espagnols capitulent. La paix de Vervins met fin à cette guerre le 2 mai 1598.

#### XVIIesiècle, Corbie espagnole

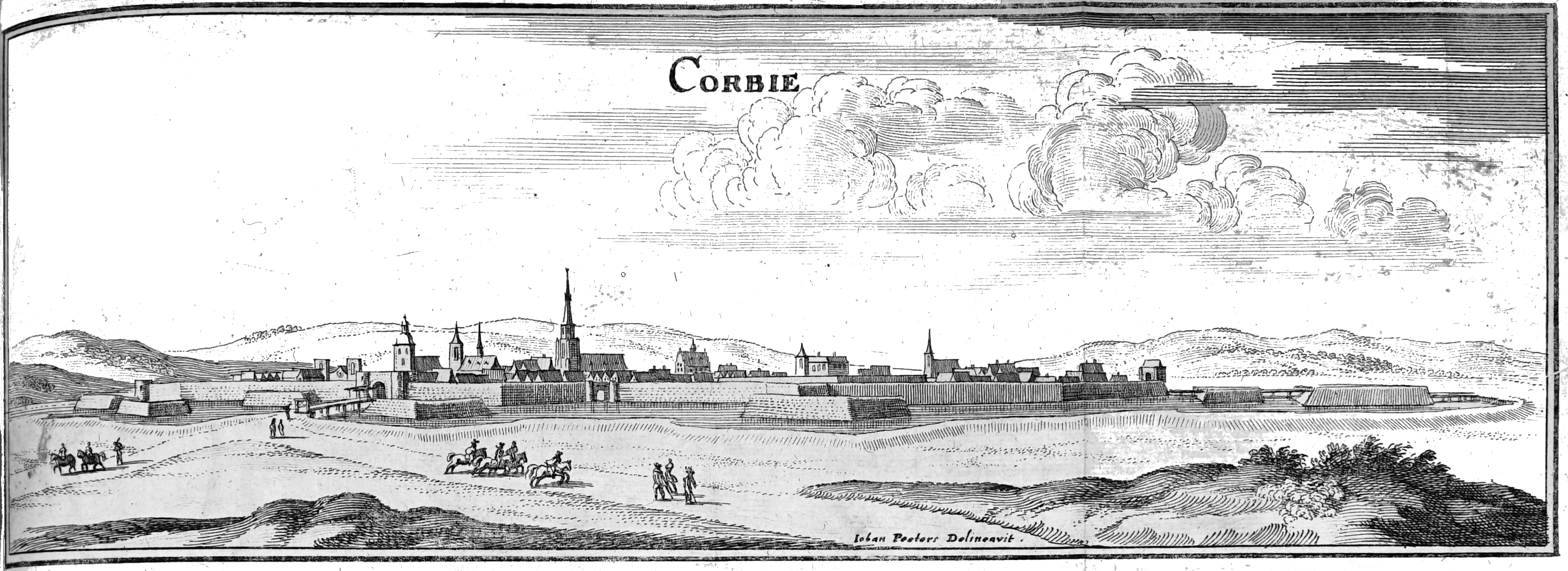
Corbie au XVII.

À la mort d'Henri IV (1610), la régente Marie de Médicis fait de son favori Concino Concini son principal ministre. Les princes du sang se liguent contre lui. Concini s'étant absenté d'Amiens donne le commandement à Ruberpré qui est aussi nommé gouverneur de Corbie. Les princes du sang décident de prendre Amiens, en soudoyant Ruberpré. Mais, le complot éventé, Ruberpré doit s'enfuir à Corbie qui devient alors la place d'armes des Princes contre Amiens.
Concini envoie des troupes contre eux et exige un serment de fidélité des maires et des gouverneurs de Picardie puis fait entourer Corbie de forts pour y empêcher l'intervention des Princes. Corbie est occupée par les troupes royales, fidèles à Concini.
En 1636, les Espagnols prennent la ville le  15 août, ce qui provoque l'inquiétude des Parisiens qui redoutent que les 35 000 hommes du cardinal-infant don Fernando ne déferlent sur leur ville. Louis XIII et Richelieu à la tête des armées font le siège de Corbie qui est reprise le 9 novembre après un siège de deux mois.
Le plus ancien plan de Corbie que nous possédons, dressé par Sébastien Pontault de Beaulieu, date de 1636.
Richelieu entré à Corbie le 19 novembre, la répression s'exerce contre ceux qu'on soupçonnait d'avoir collaboré (religieux arrêtés et remplacés, deux bourgeois pendus). Un gouverneur est nommé, dirigeant complètement les affaires de la ville dépouillée de ses privilèges pendant plusieurs années. Enfin la clémence royale met un terme aux punitions en mars 1638. Pendant cette période, plusieurs religieux de l'abbaye de Saint-Germain-des-Prés, tels Jean Mabillon et Dom Bonnefon, étudient à Corbie. Ils prennent en 1638 quatre cent manuscrits pour les emporter à Paris.
En 1659, la paix des Pyrénées met fin à la guerre franco-espagnole et donne l'Artois à la France. La frontière une fois repoussée plus loin vers le nord, l'importance stratégique de Corbie disparait. Son gouvernement militaire est rattaché à Amiens. De 1669 à 1675 les remparts du XVIe siècle sont démolis et la garnison supprimée en 1675, mettant fin au rôle militaire de Corbie. La reconstruction de la ville traîne en longueur et la vieille cité allant vers son déclin.
Un gouverneur nommé à la tête de la ville choisissait le prévôt et ses échevins, en 1652 il en était toujours ainsi. Des querelles surgissent entre l'abbé commendataire et les moines qui se vengent sur le corps municipal par des mesquineries. En 1670-1671 un concordat est signé entre l'abbé Philippe de Savoie et les religieux sous l'arbitrage de la congrégation de Saint-Maur, mais au détriment des habitants de Corbie qui n'ont plus de recettes pour l'entretien des voies publiques, de leur hôtel de ville et le paiement de leur personnel.
En 1662, les travaux reprennent à l'abbaye : les moines entreprennent des travaux dans le cloître mais à partir de 1680 en démolirent une partie.

#### XVIIIesiècle, reconstruction de l'abbaye

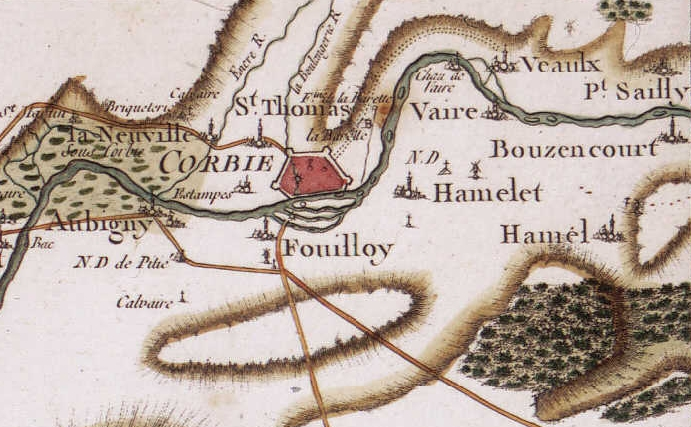
Carte Cassini, vers 1780.

De 1749 à 1758, se déroule la construction du mur actuel de l'Enclos. La reconstruction de l'église abbatiale ne reprend que sous l'impulsion de la congrégation de Saint-Maur s'achève en 1775. Le Cardinal de Polignac se fait construire un palais abbatial de 1736 à 1743 à l'ouest de la Grand-Place.
Cependant, après le départ de sa garnison la ville dépérit, une grande partie de ses artisans et commerçants quittent Corbie, les rues ne sont plus entretenues, les ponts s'effondrent, les cours d'eau s'envasent. Jusqu'à la Révolution française, les habitants de Corbie sont en procès permanent avec l'abbé, jaloux de ses prérogatives et privilèges. Un dicton circulait alors : « qu'il pleuve ou qu'il vente, l'abbé de Corbie a rentes ».
Une charte plus libérale est octroyée aux habitants le 3 septembre 1759, leur permettant d'élire leurs représentants. À l'issue de l'élection qui a lieu le 21 septembre 1759, le conseil de ville prête serment devant le représentant du bailli d'Amiens. En 1761 cependant ce droit leur est enlevé par lettre de cachet. Les habitants de Corbie se plaignent, le notaire Bron est leur défenseur contre l'abbaye.
Enfin, une nouvelle constitution fut accordée aux habitants, par ordonnance royale du 1er avril 1779, tout en les laissant sous la tutelle de l'abbé qui, en définitive, choisissait sur une liste élue par l'Assemblée des habitants, ceux qui présideraient au gouvernement de Corbie.

### Époque contemporaine

#### Révolution française et Empire
Avec la réorganisation administrative de la France et la création du département de la Somme, Corbie devient une commune et un chef-lieu de canton relevant, à l'époque, du district d'Amiens.
Le 12 juillet 1790, l'Assemblée nationale adopte la Constitution civile du clergé qui réorganise en profondeur l'Église de France. Elle supprime les ordres monastiques ainsi que toutes les abbayes et prieurés. De ce fait, l'abbaye de Corbie ferme ses portes en août 1790, ses biens, déclarés biens nationaux sont mis en vente par adjudication. Les manuscrits de l'abbaye sont apportés à Amiens.
L'Église constitutionnelle n'était plus composée que du clergé séculier ; évêques et curés, rémunérés par l'État, sont élus et prêtent serment de fidélité à la constitution. Corbie comprend, en 1789, cinq paroisses : Saint-Albin, Saint-Éloi, Saint-Etienne, Saint-Jean-l'Évangéliste et Saint-Thomas. En 1791, ces cinq paroisses fusionnent en une seule, dont l'ancienne église abbatiale Saint-Pierre devint l'église paroissiale. François Leulier, curé de la paroisse Saint-Albin est élu, le 13 septembre 1791, curé de la paroisse Saint-Pierre et prête serment. Jean-Louis Debart, curé de La Neuville prête serment le 6 février 1791.
En 1815, Corbie est occupée par les armées des puissances coalisées qui entrèrent dans la ville par la porte d'Ancre. Le quartier de La Neuville où séjournèrent les Cosaques est alors appelé « Moscou ».

#### Révolution industrielle auXIXesiècle

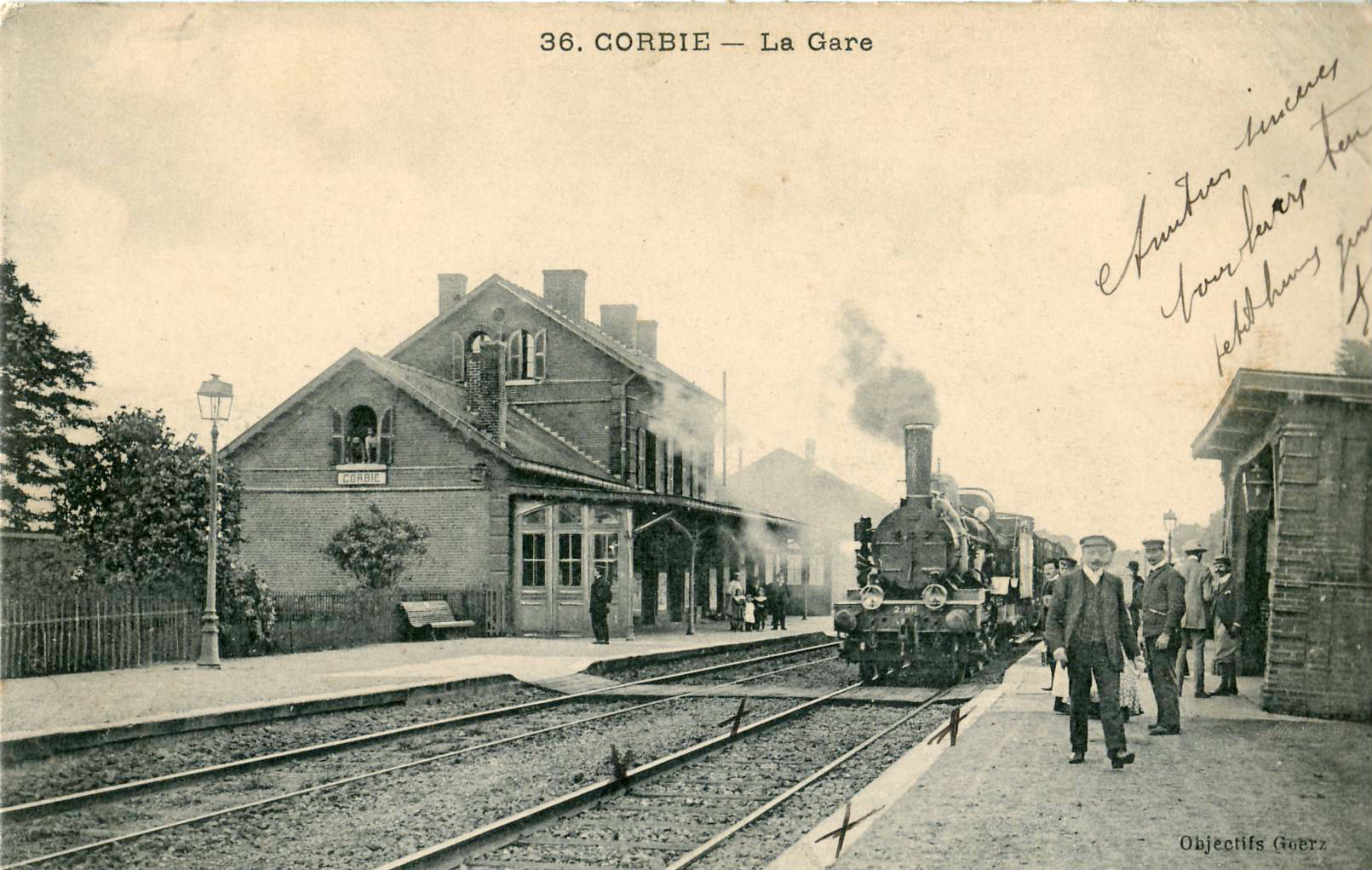
La gare vers 1900.

L'industrialisation de Corbie prit son essor au premier quart du XIXe siècle. En 1827, la ville compte une fabrique de laine anglaise, trois teintureries et une filature de coton en construction.
La gare de Corbie, située sur la ligne Paris-Lille, est mise en service en 1846, ce qui permet l'essor de l'industrie textile locale et facilite les déplacements.

#### Guerre franco-prussienne de 1870
Au cours de la guerre franco-allemande de 1870, la ville de Corbie est cernée par les combats : le 27 novembre 1870, se déroule la Bataille de Villers-Bretonneux et les combats de Gentelles et Cachy qui tournent au désavantage des Français. Le général Farre, commandant de l'Armée du Nord, ordonne le repli des batteries d'artillerie sur Corbie et la retraite des troupes françaises vers Arras, abandonnant Amiens aux Prussiens.
Le général Faidherbe nouveau commandant de l'Armée du Nord séjourne à Corbie où il établit son quartier général pendant la bataille de l'Hallue du 15 au 24 décembre.
Du 2 janvier jusque fin mars 1871, la ville est occupée par l'armée prussienne et subit de lourdes réquisitions en argent, en grains et fourrages, en logement militaire, en hébergement de chevaux et en dommages divers. Il en coûte aux Corbéens : 155 385 francs-or.
Le 5 août, les plans pour l'érection d'un monument aux morts dans le cimetière sont adoptés par le conseil municipal. Le 22 octobre 1871 est inauguré, dans le cimetière communal, situé alors non loin de la gare, le monument commémoratif à l'Armée du Nord.

#### Belle Époque
À la fin du XIXe siècle, Corbie compte une vingtaine d'usines employant près de 3 000 ouvriers, principalement dans le secteur textile : filatures de laine et de coton, fabrique de mèches à lampes, fabrique de tissu des Pyrénées, fabrique de Jersey... auxquelles s'ajoutaient, une fabrique de chaussures, deux briqueteries, une distillerie d'alcool, deux moulins à farine. De 1898 à 1904, la société Marot-Gardon fabriqua à Corbie des tricycles et des quadricycles à moteur (les voiturettes).
En 1899, le téléphone dessert Corbie.
En septembre 1901, un médecin corbéen fonde le cercle dom Grenier affilié au Sillon de Marc Sangnier, mouvement politique catholique et social. En 1904, un institut populaire est inauguré par Maurice Blottière, industriel corbéen.

#### Première Guerre mondiale

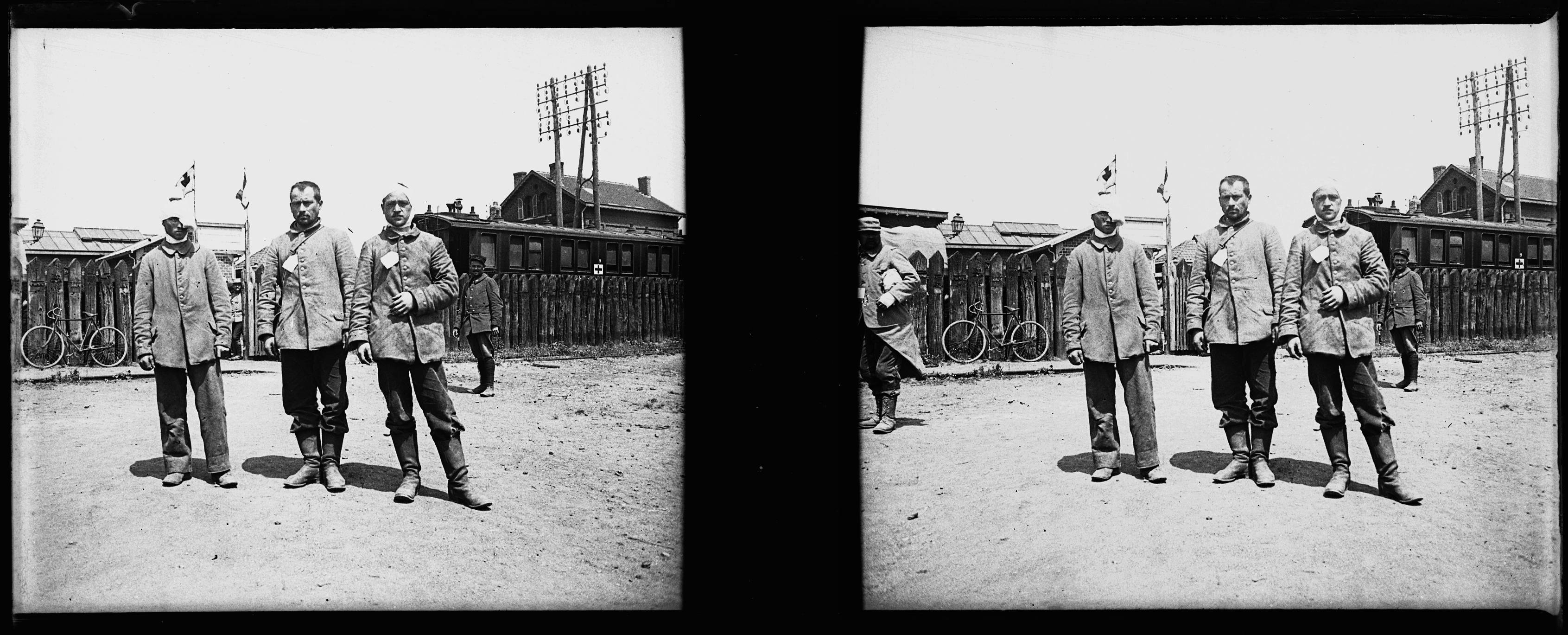
Trois blessés allemands à la gare de Corbie en 1915 (Archives municipales de Toulouse).

Pendant la Grande Guerre, Corbie est occupée par les troupes allemandes de la fin août au début septembre 1914.
De la fin 1914 à mars 1918, elle est une ville de l'arrière à proximité du front. Principal centre de stationnement pour l'armée britannique, la ville accueille plusieurs hôpitaux militaires.
En mars-avril 1918, pendant l'Opération Michael, la dernière grande offensive allemande, la ville subit de violents bombardements qui détruisent de nombreux immeubles dont l'hôpital et l'abbatiale.
Corbie est décorée de la Croix de guerre 1914-1918 le 28 octobre 1920.

#### Le Reconstruction
La ville est reconstruite pendant l'entre-deux-guerres, notamment l'abbatiale, l'ancienne collégiale Saint-Etienne, l'hôpital et une partie du centre-ville détruit en 1918 lors de l'avancée allemande.
En 1935, aux élections municipales les Corbéens élisent une majorité de conseillers municipaux de Front populaire, le communiste Léon Lemaire devient maire et conseiller général du canton de Corbie, en 1937.

#### Seconde Guerre mondiale
Au début de la Seconde Guerre mondiale, pendant la Bataille de France, Corbie est sur la ligne de front. Du 20 mai au 6 juin 1940, le 2e Corps d'armée français tente de résister aux assauts de la 1re Panzerdivision allemande sur la Somme entre Corbie, Fouilloy et Aubigny. Après la défaite des armées françaises, débutent quatre longues années d'occupation.
En 1944, quelques semaines avant la Libération de la France, le bombardement par la Royal Air Force d'un train de munitions en gare de Corbie occasionne des pertes humaines et matérielles importantes pour les Allemands, des explosions de munitions se faisant entendre jusque dans la nuit. Il fait deux victimes civiles parmi les Corbéens, une femme et un garçon de trois ans. Quelques jours avant l'arrivée des armées alliées, la population voit les soldats allemands refluer vers le nord, sur les routes de campagne.
Le 31 août 1944, les ponts de Rome et de l'écluse sont déminés par les FFI. S'il n'y eut pas de combat dans Corbie, quelques échauffourées occasionnent la mort de plusieurs personnes, ainsi, Camille Roland, directeur des usines B.V.R. et responsable de la Résistance locale est abattu par une automitrailleuse allemande. La Libération fait trois autres victimes dans Corbie.
Le 14 juin 1945, des chasseurs découvrent sur le territoire de la commune de Bertangles, à proximité d'un ancien terrain d'aviation, les dépouilles de résistants assassinés par les Allemands le 31 août 1944, dont le Corbéen André Foucart, membre des FTP, arrêté le 3 août 1944 et incarcéré à la citadelle d'Amiens.

#### Désindustrialisation
Depuis le milieu du XIXe siècle jusqu'aux années 1980, la ville de Corbie connait une grande activité industrielle autour de la bonneterie surtout, des industries mécaniques (tricycles, quadricycles à moteur et voiturettes, machines-outils), de la métallurgie, de la chimie... Victime de la mondialisation, cette activité industrielle a presque totalement disparu dans les années 2000.

#### Début duXXIesiècle
En mars 2017, les bâtiments de ce qui fut l'usine B.V.R. (Blais-Mousseron, Villeminot et Rondeau), fleuron de l'industrie corbéenne de 1882 à 2011, sont démolis, détruisant ainsi une page du passé de la ville et de ses habitants
En juillet 2019, lors des travaux de construction d'un réseau de chaleur, des bases de murs de bâtiments de l'ancienne abbaye sont détruits délibérément, les autorités plaidant a posteriori l'ignorance, argument peu crédible pour justifier la négligence.

## Politique et administration

### Rattachements administratifs et électoraux
Rattachements administratifs
La commune se trouve dans l'arrondissement d'Amiens du département de la Somme
Elle était depuis 1793 le chef-lieu du canton de Corbie. Dans le cadre du redécoupage cantonal de 2014 en France, cette organisation administrative territoriale a disparu, le canton n'étant plus qu'une circonscription électorale.
Rattachements électoraux
Pour les élections départementales, la commune est le bureau centralisateur depuis 2014 du canton de Corbie, dont la composition a été modifiée, passant de 23 à 40 communes.
Pour les élections législatives, elle fait partie depuis 2012 de la quatrième circonscription de la Somme.

### Intercommunalité
La commune est le siège de la communauté de communes du Val de Somme, un établissement public de coopération intercommunale (EPCI) à fiscalité propre, créée fin 1993 sous le nom de communauté de communes de Corbie et Villers-Bretonneux.

### Tendances politiques et résultats
Lors du premier tour des élections municipales de 2014 dans la Somme, la liste UDI menée par le maire sortant Alain Babaut obtient la majorité absolue des suffrages exprimés, avec 2 050 voix (66,12 %, 24 conseillers municipaux élus dont 12 communautaires), devançant très largement celle DVG menée par Isabelle Demaison (1 050 voix, 	33,87 %, 5 conseillers municipaux élus dont 2 communautaires).
Lors de ce scrutin, 29,31 % des électeurs se sont abstenus.
Lors du premier tour des élections municipales de 2020 dans la Somme, la liste DVG menée par Ludovic Gabrel  obtient la majorité absolue des suffrages exprimés avec  1 107 voix (54,85 %, 23 conseillers municipaux élus dont 10 communautaires), devançant de 196 voix celle menée par Jean-Baptiste Cauchy, premier maire-adjoint sortant — le maire sortant Alain Babaut ne briguant pas un nouveau mandat de maire mais figurant sur cette liste — qui a obtenu 45,14 % et 6 sièges. 
Le scrutin, marqué par la pandémie de Covid-19 en France est caractérisé par une faible participation, puisque 54,05 % des électeurs se sont abstenus.

### Jumelages
Jumelage : Corbie est jumelée avec les villes suivantes :
- Pickering (Royaume-Uni) ;
- Höxter (Allemagne) depuis 1963 : l'abbaye de Corvey, fille de celle de Corbie, y est implantée[61].

## Population et société

### Démographie

#### Évolution démographique
L'évolution du nombre d'habitants est connue à travers les recensements de la population effectués dans la commune depuis 1793. Pour les communes de moins de 10 000 habitants, une enquête de recensement portant sur toute la population est réalisée tous les cinq ans, les populations de référence des années intermédiaires étant quant à elles estimées par interpolation ou extrapolation. Pour la commune, le premier recensement exhaustif entrant dans le cadre du nouveau dispositif a été réalisé en 2007.

En 2022, la commune comptait 6 080 habitants, en évolution de −3,31 % par rapport à 2016 (Somme : −1,26 %, France hors Mayotte : +2,11 %).
| 1793  | 1800  | 1806  | 1821  | 1831  | 1836  | 1841  | 1846  | 1851  |
| ----- | ----- | ----- | ----- | ----- | ----- | ----- | ----- | ----- |
| 1 936 | 1 913 | 2 218 | 2 290 | 2 516 | 2 635 | 2 745 | 3 028 | 2 971 |

| 1856  | 1861  | 1866  | 1872  | 1876  | 1881  | 1886  | 1891  | 1896  |
| ----- | ----- | ----- | ----- | ----- | ----- | ----- | ----- | ----- |
| 3 086 | 3 196 | 3 346 | 3 643 | 4 101 | 4 339 | 4 594 | 4 782 | 4 299 |

| 1901  | 1906  | 1911  | 1921  | 1926  | 1931  | 1936  | 1946  | 1954  |
| ----- | ----- | ----- | ----- | ----- | ----- | ----- | ----- | ----- |
| 4 133 | 4 424 | 4 408 | 4 062 | 4 643 | 4 825 | 4 554 | 4 090 | 4 224 |

| 1962  | 1968  | 1975  | 1982  | 1990  | 1999  | 2006  | 2007  | 2012  |
| ----- | ----- | ----- | ----- | ----- | ----- | ----- | ----- | ----- |
| 4 657 | 5 261 | 5 466 | 6 176 | 6 152 | 6 317 | 6 344 | 6 342 | 6 290 |

| 2017  | 2022  | - | - | - | - | - | - | - |
| ----- | ----- | - | - | - | - | - | - | - |
| 6 283 | 6 080 | - | - | - | - | - | - | - |

#### Pyramide des âges
En 2018, le taux de personnes d'un âge inférieur à 30 ans s'élève à 32,8 %, soit en dessous de la moyenne départementale (36,4 %). À l'inverse, le taux de personnes d'âge supérieur à 60 ans est de 29,7 % la même année, alors qu'il est de 26,0 % au niveau départemental.
En 2018, la commune comptait 2 979 hommes pour 3 328 femmes, soit un taux de 52,77 % de femmes, légèrement supérieur au taux départemental (51,49 %).
Les pyramides des âges de la commune et du département s'établissent comme suit.
| Hommes | Classe d’âge | Femmes |
| ------ | ------------ | ------ |
| 1,0    | 90 ou +      | 3,4    |
| 6,3    | 75-89 ans    | 12,0   |
| 18,3   | 60-74 ans    | 18,0   |
| 20,5   | 45-59 ans    | 19,6   |
| 17,5   | 30-44 ans    | 17,2   |
| 18,6   | 15-29 ans    | 15,3   |
| 17,6   | 0-14 ans     | 14,4   |

| Hommes | Classe d’âge | Femmes |
| ------ | ------------ | ------ |
| 0,6    | 90 ou +      | 1,8    |
| 6,7    | 75-89 ans    | 9,4    |
| 17,2   | 60-74 ans    | 18,1   |
| 19,8   | 45-59 ans    | 19,1   |
| 18,2   | 30-44 ans    | 17,5   |
| 19,4   | 15-29 ans    | 18     |
| 18,2   | 0-14 ans     | 16,2   |

### Manifestations culturelles et festivités
Chaque année, fin juin, se déroule la Fête dans la rue qui offre, gratuitement, au public le plus large, des spectacles musicaux et théâtraux, des jeux et animations, des expositions… Un marché du terroir, une réderie, des promenades en calèche sont également proposées. La 28e édition a lieu le 25 juin 2022.

### Sports
- Baby sport
- Billard
- Course à pied
- Football
- Gymnastique
- Handball
- Hockey subaquatique
- Jeu de boules picardes
- Karaté
- Marche nordique
- Nage avec palmes
- Natation
- Marche nordique
- Pétanque
- Tir à l'arc
- V.T.T. etc.

### Loisirs
| \| Höxter Pickering Corbie \| Localisation des communes jumelées en Europe. |
| Höxter Pickering Corbie                                                     |

- Pêche à la ligne
- Colombophilie
- Philatélie et cartophilie
- Jeux traditionnels picards etc.

#### Économie
Ce serait aller vite en besogne que de considérer Corbie comme une cité-dortoir, même si elle a connu un sévère déclin de son activité industrielle (disparition quasi totale de la bonneterie, de la brosserie, de la métallurgie et de la chimie), quelques établissements industriels subsistent (lingerie, bijoux...). L'essentiel de l'activité économique corbéenne est constitué par les services de santé (hôpital, centre de rééducation fonctionnelle et cardiaque, maisons de retraite…), les établissements scolaires publics et privés de la maternelle à la 3e avec une formation bac et postbac en biotechnologie, le commerce, l'assurance, la banque et l'artisanat. Le commerce de détail s'est considérablement réduit au profit de la grande distribution et le centre-ville peine à être attractif (excepté les mercredis et vendredis matins, jours de marché). La fermeture des deux salles de cinéma de la ville en 2009 a réduit son rayonnement culturel. La commune souffre, en plus, de son enclavement routier, de l'absence d'une déviation (en projet depuis plusieurs décennies) qui relierait la route d'Amiens à la zone d'activité de La Neuville.
Malgré ses activités et ses équipements, Corbie, subissant la concurrence de Villers-Bretonneux, commune située à 4 km, et surtout d'Amiens, ne polarise que modérément un territoire.

## Culture locale et patrimoine

### Lieux et monuments

#### Abbatiale Saint-Pierre
L'abbatiale, dont le transept et le chœur, parties les plus anciennes furent démolis en 1816.  Classé MH (1919).

#### Portail d'honneur de l'abbaye
Il date de 1750, tout le monde, à Corbie, l'appelle « le porche ».  Classé MH (1907). Un massif portail en arc en plein cintre, encadré de chaque côté par deux colonnes et surmonté de deux statues représentant la foi et la charité. Décapitées en 1918 par des soldats anglais, elles ont été restaurées à la fin du XXe siècle. Au centre figure le blason sculpté de l'abbaye.

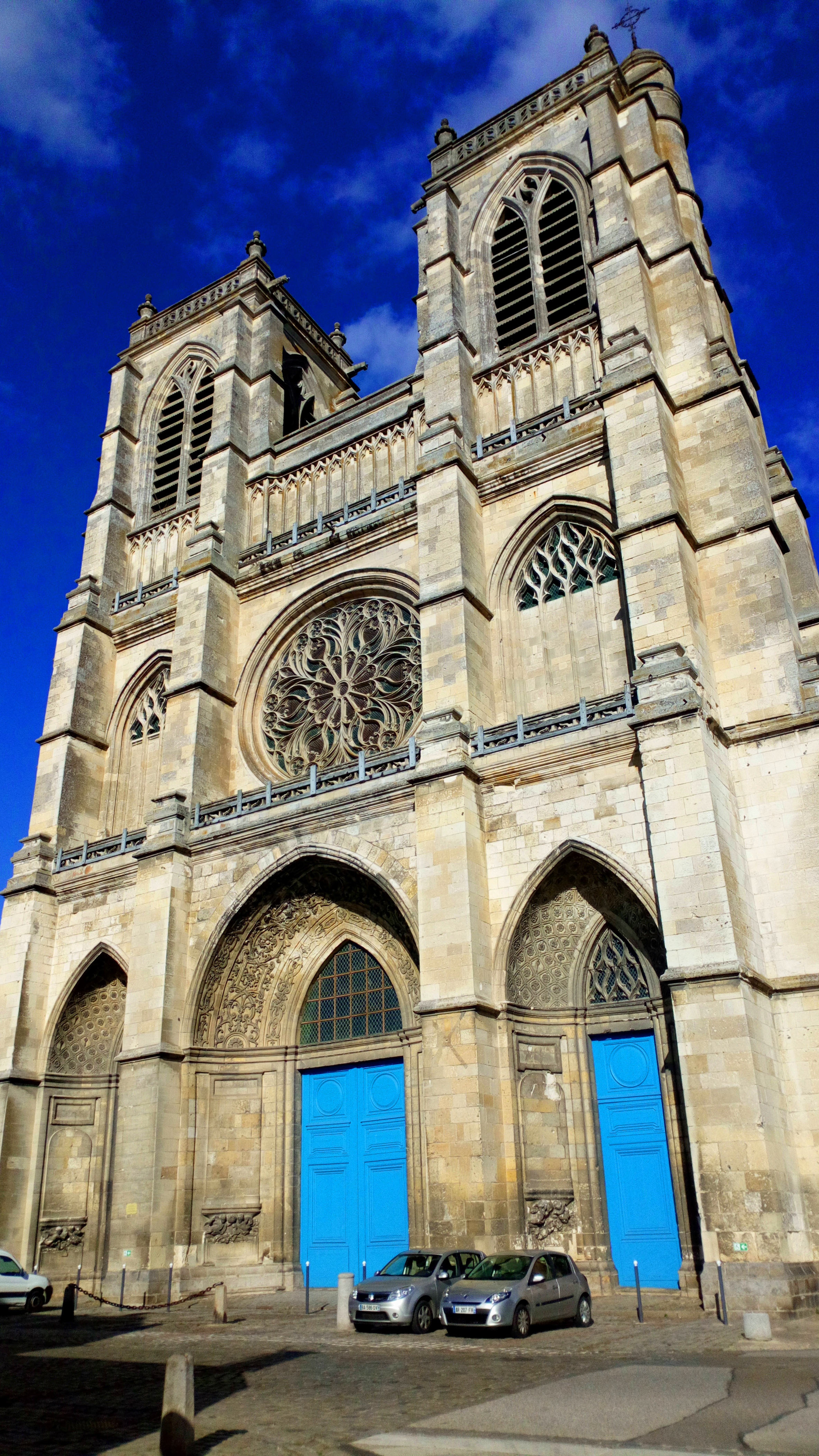
Abbatiale de Corbie, façade ouest.
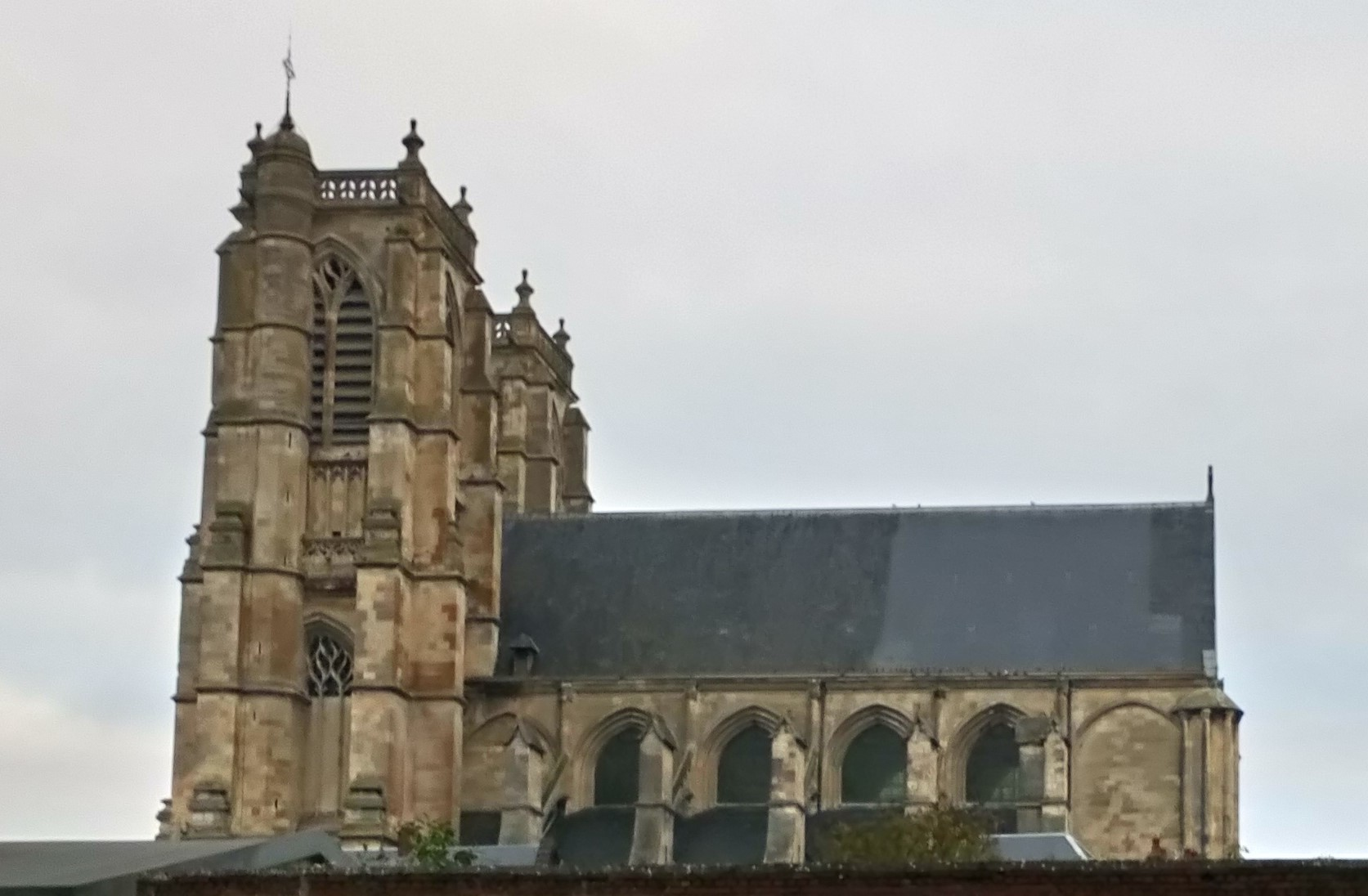
Abbatiale de Corbie, façade sud.
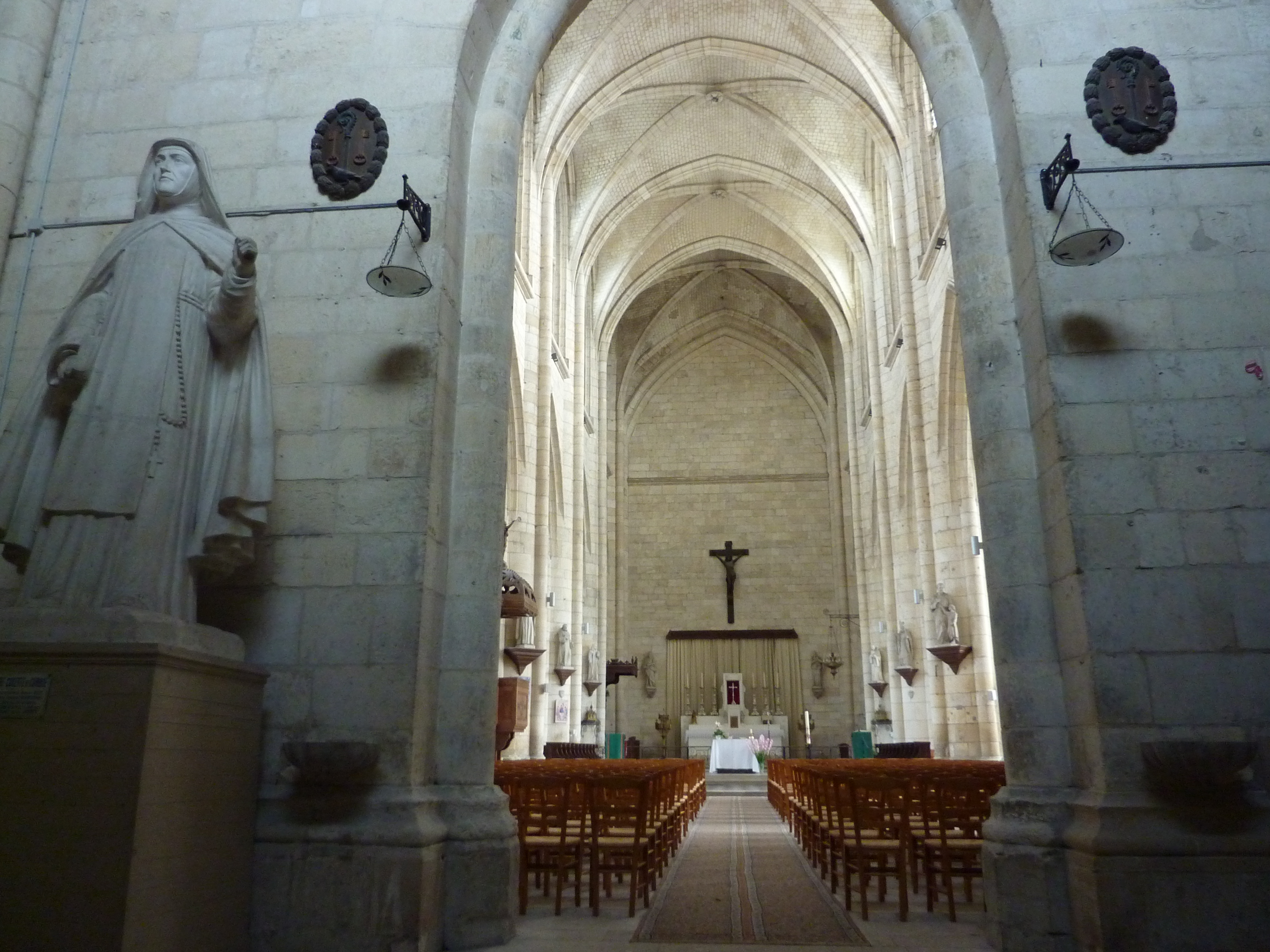
Abbatiale de Corbie, intérieur.

#### Ancienne collégiale Saint-Étienne
Le portail roman de la collégiale Saint-Étienne aujourd'hui désaffectée est classé Monument historique  Classé MH (1846). Sainte Colette y vécut quatre ans recluse.

#### Église Notre-Dame de l'Assomption de La Neuville
Construite au XVIe siècle, remarquable pour son tympan sculpté.  Classé MH (1895).

#### Chapelle Sainte-Colette
Datant du XXe siècle, située rue Faidherbe, dans le centre-ville, adossée à la maison natale (reconstruite) de sainte Colette, née à Corbie, en 1381.

#### Statue monumentale de Sainte-Colette
Elle est en bronze, située à la sortie de la ville à la jonction de la route de Bray-sur-Somme et de celle de Bonnay. C'est l'œuvre d'Albert Roze.

#### Le Tabor
Vestige des fortifications de la ville.

#### Hôtel de ville
Construit en brique, le bâtiment est facilement identifiable par ses tourelles couvertes d'ardoise. C'est l'ancien château du baron Oswald Caix de Saint-Aymour construit sur les plans de l'architecte amiénois Charles Joseph Pinsard au XIXe siècle.
Il a été rénové complètement en 2013 ainsi que le jardin public qui l'entoure.

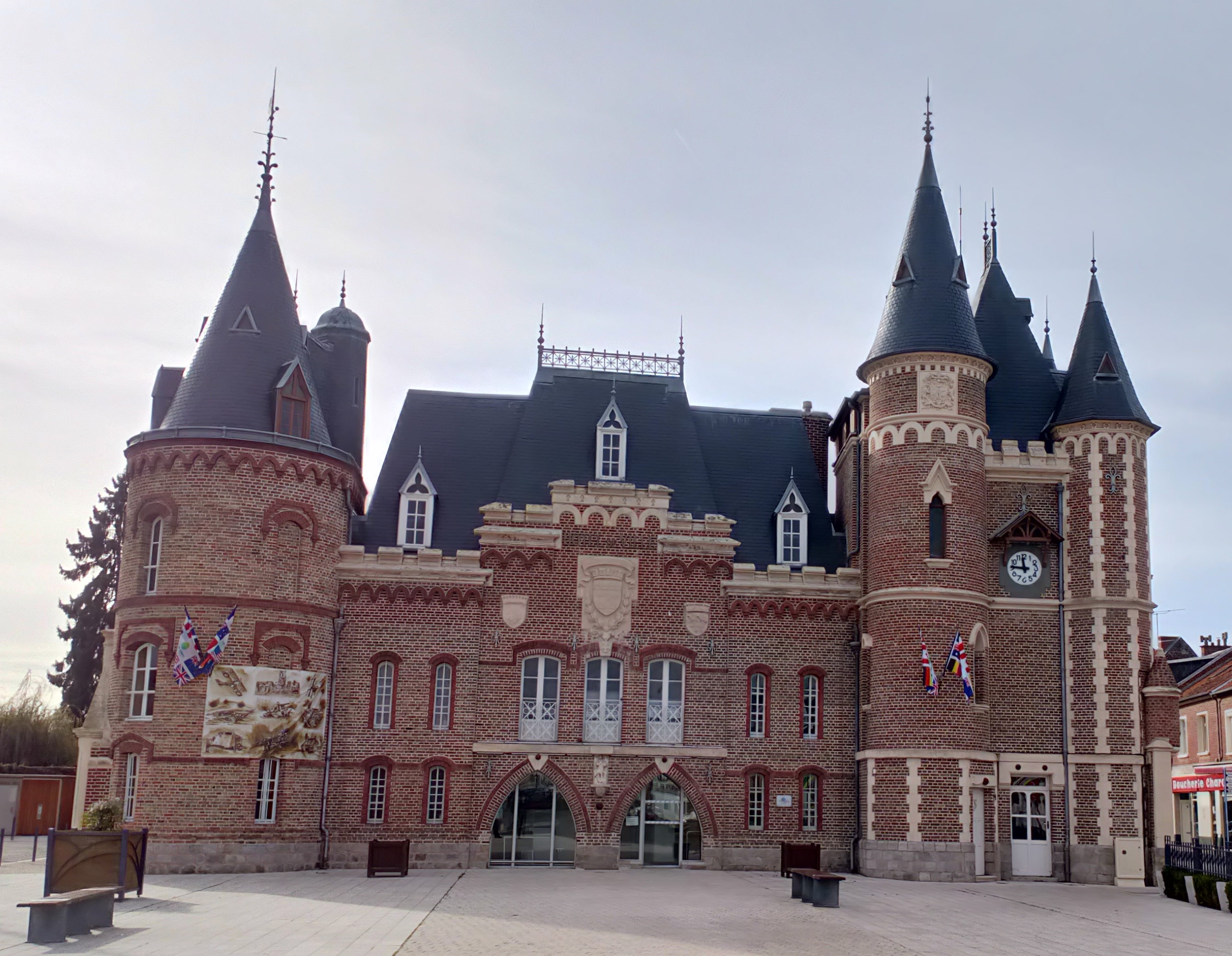
Mairie de Corbie.
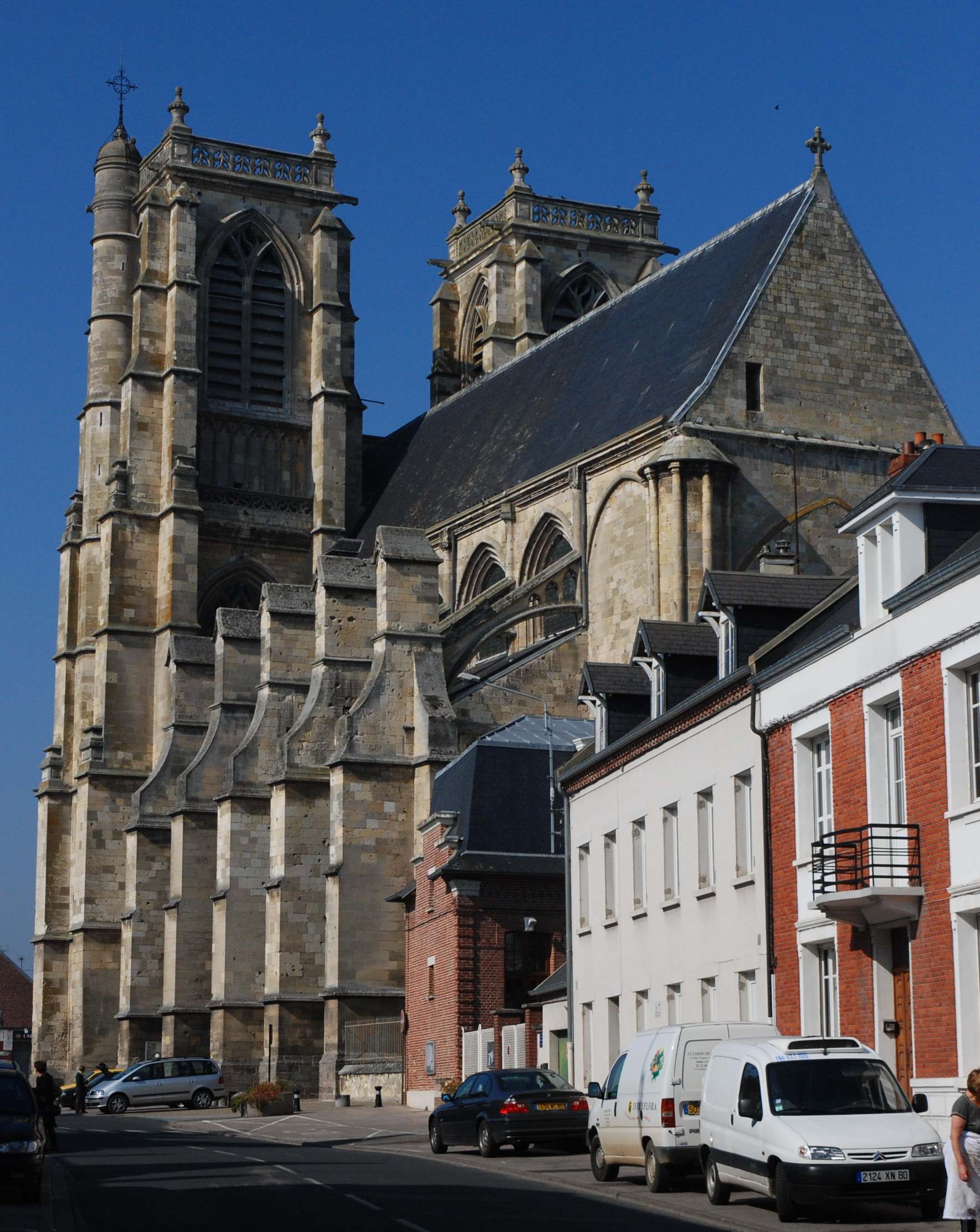
L'abbatiale, rue du Général de Gaulle.
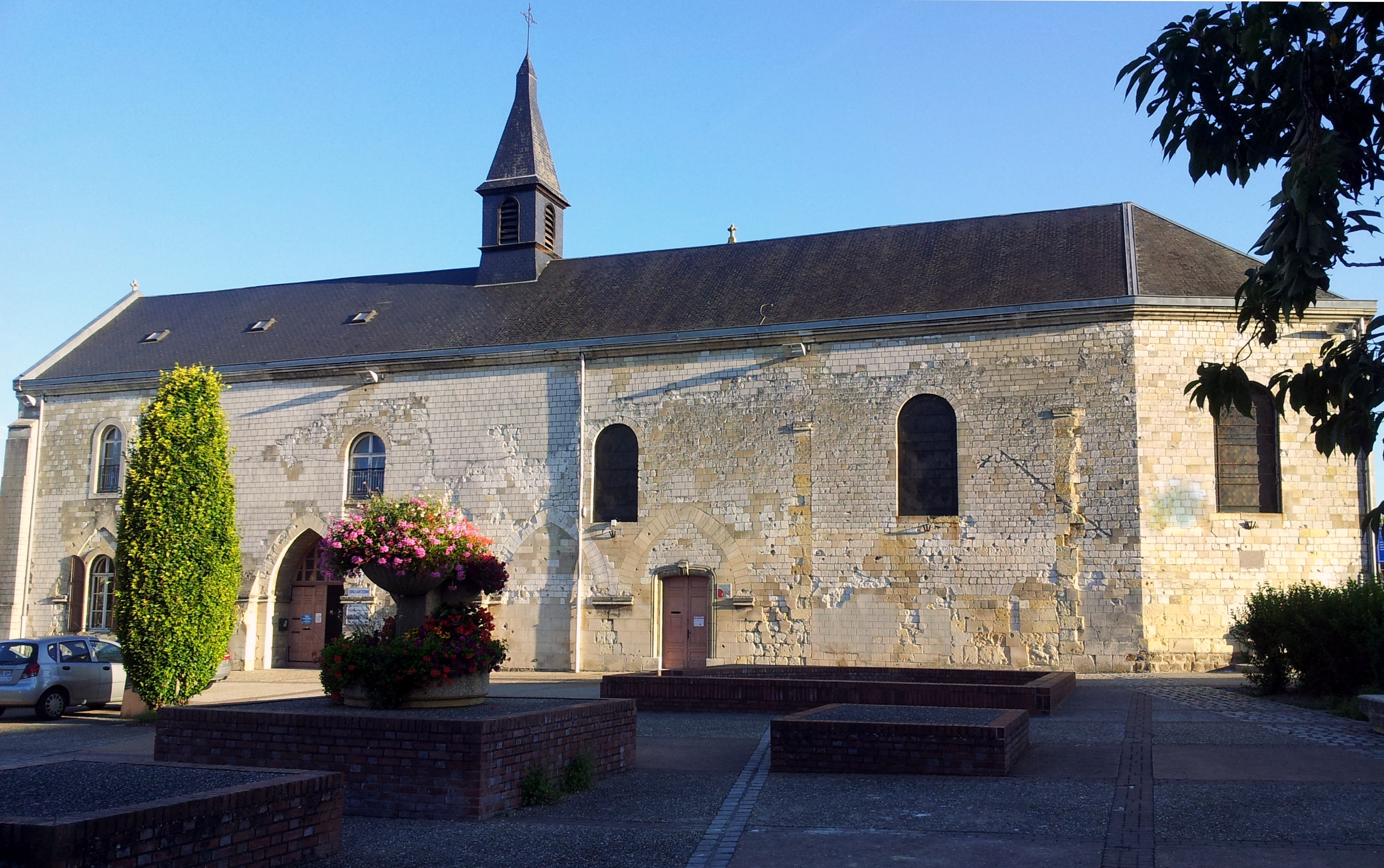
Ancienne collégiale Saint-Étienne de Corbie.
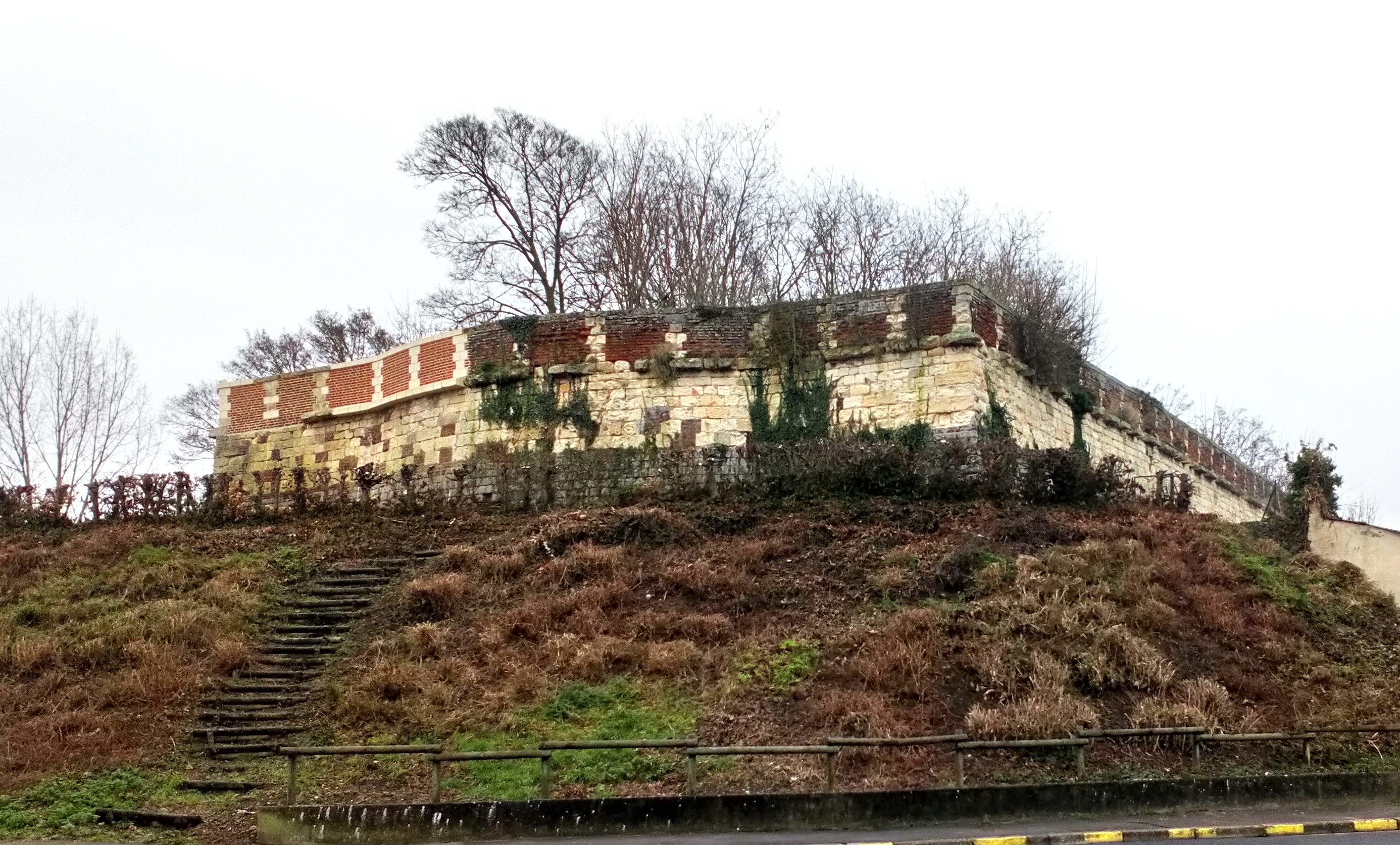
Le Tabor.
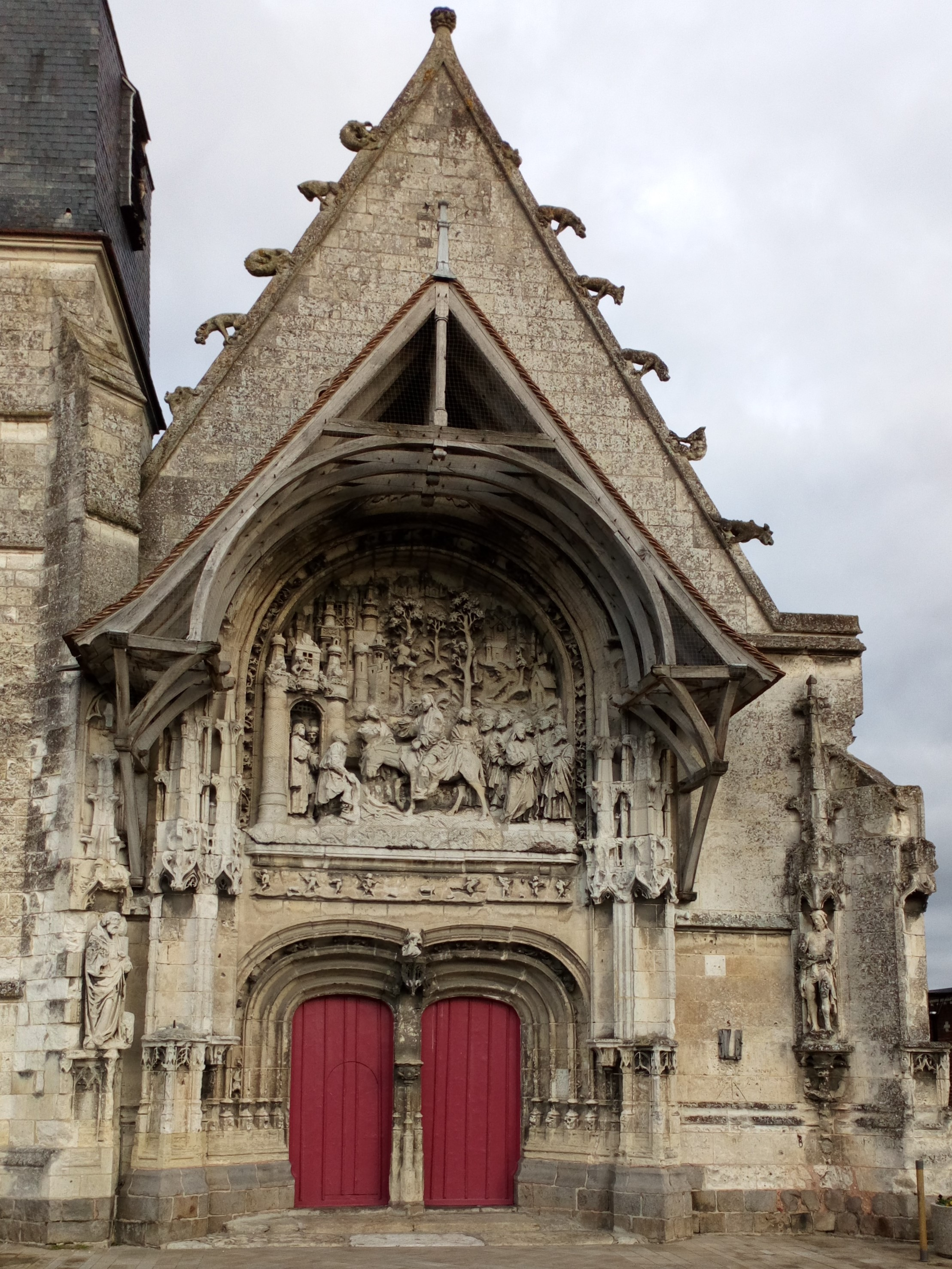
Église de La Neuville.

#### Musée
Créé en 1980 et géré par l'Association Les Amis du Vieux Corbie. Six salles sont consacrées à l'histoire et aux vestiges lapidaires de l'abbaye, au siège de Corbie (plans, gravures, boulets de canons, balles d'arquebuse...), à Colette de Corbie, réformatrice de l'ordre des clarisses, à l'aviateur Eugène Lefebvre et à la Première Guerre mondiale.

#### Monuments aux morts

##### Guerre de 1870
La ville de Corbie a érigé, le 22 octobre 1871, un monument à l'Armée du Nord 1870-1871, en forme d'obélisque, dans le cimetière communal. Ce monument fut déplacé dans le nouveau cimetière communal au début du XXe siècle.
Sur le socle, figurent les noms d'officiers, sous-officiers, soldats, marins des 91e et 43e Régiments de ligne et d'autres unités. Il est également fait mention de neuf militaires inconnus.
Le monument est très dégradé, les inscriptions sont difficilement lisibles voire effacées par endroits. L'urne sculptée qui le surmontait à l'origine a disparu. Le monument est entouré de quatre tombes, l'une contient les dépouilles de deux soldats prussiens, chacune des trois autres la dépouille d'un soldat français.

##### Première Guerre mondiale
Le monument aux morts de la Guerre 1914-1918 est l'œuvre d'Albert Roze. Il est ornementé par la statue d'une jeune veuve et d'un enfant tenant un bouquet et regardant un casque (dans une tranchée ou dans une tombe ?). Il a été déplacé à l'occasion de la constitution d'un parvis devant l'hôtel de ville, et reporté sur le côté de ce parvis, dégageant la vue sur la façade de l'hôtel de ville.

#### Cimetières militaires britanniques

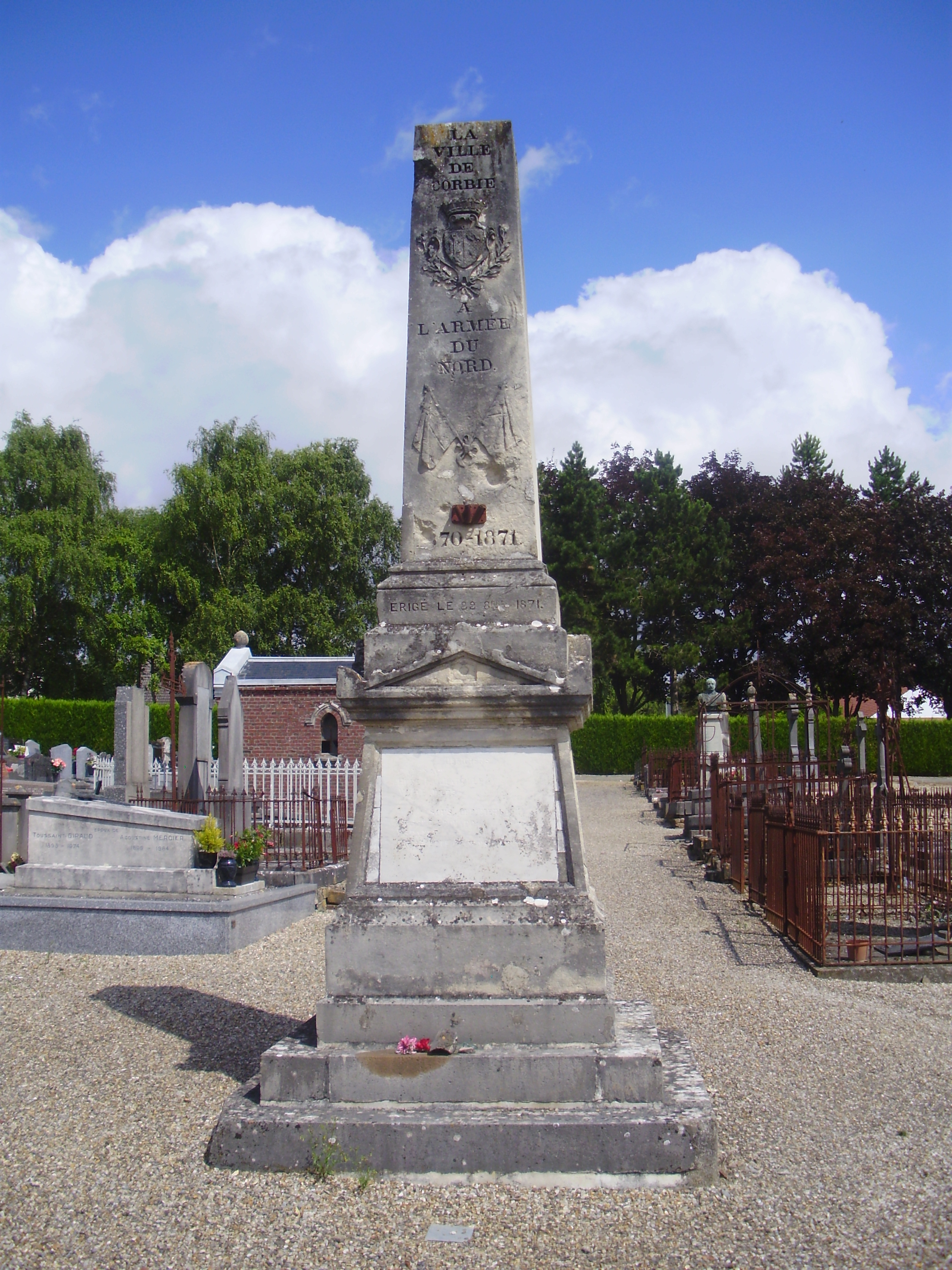
Monument à l'Armée du Nord (1870)
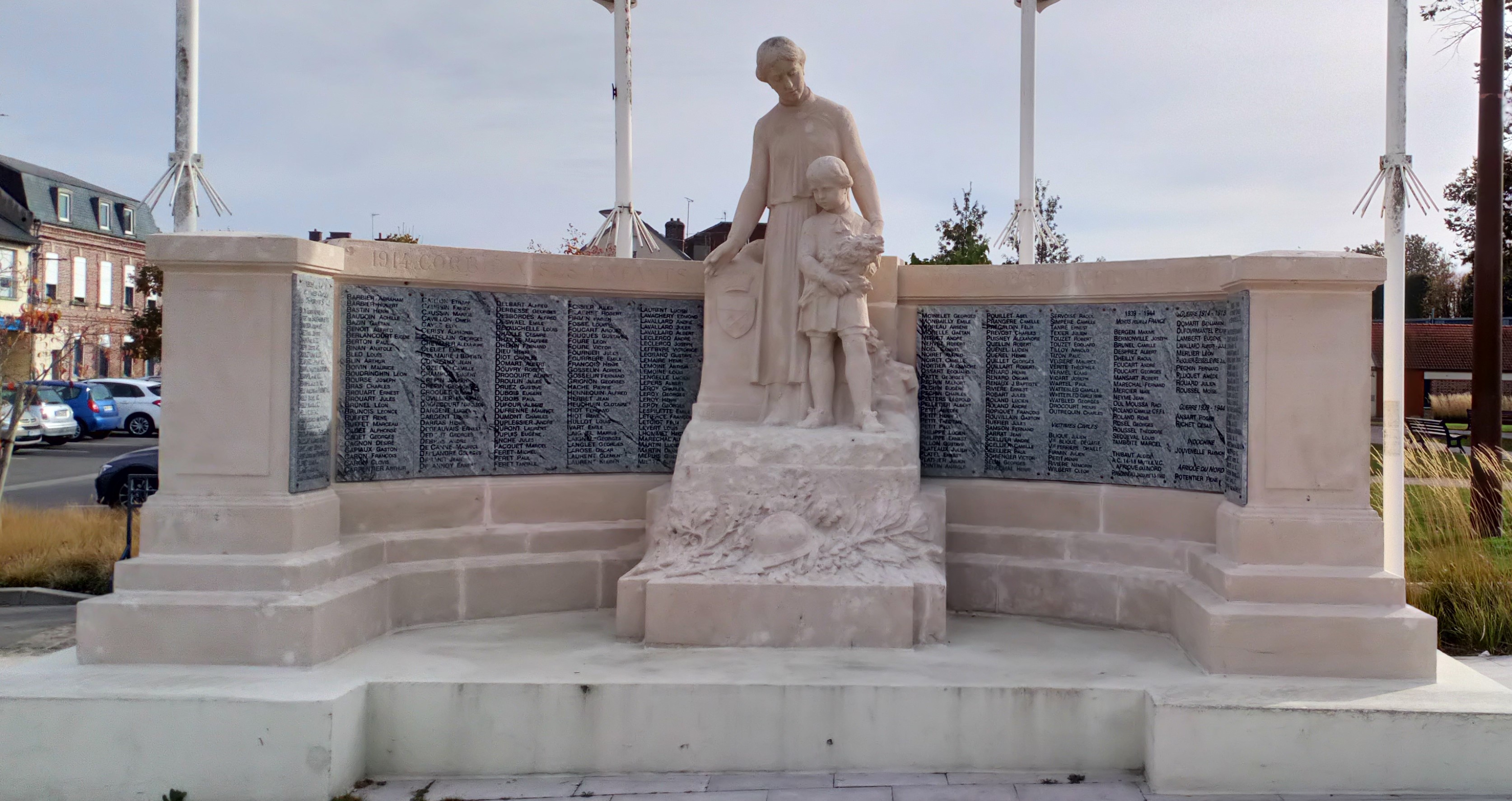
Monument aux morts
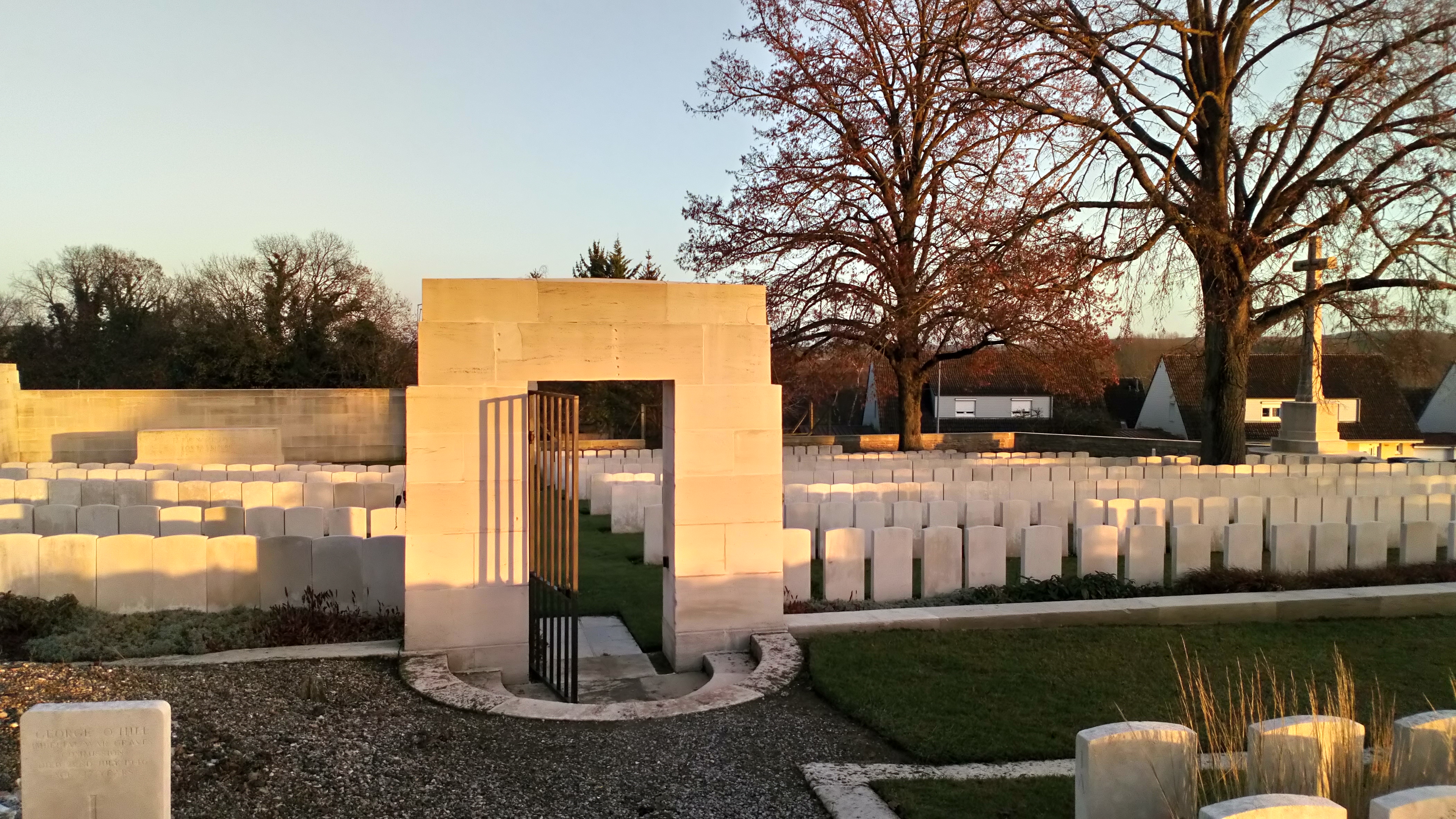
Cimetière militaire britannique de Corbie
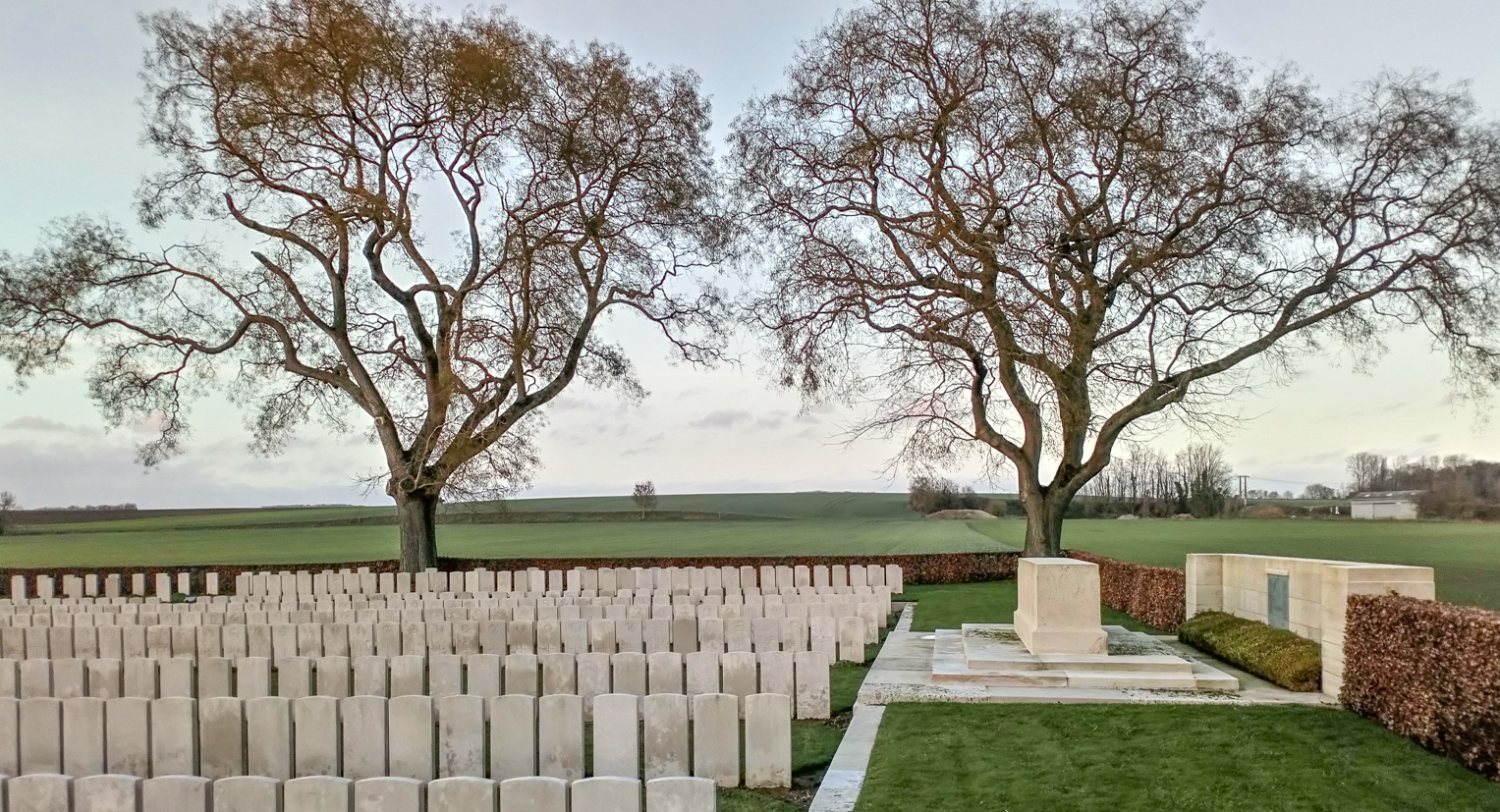
Cimetière militaire britannique de La Neuville

#### Point de vue Sainte-Colette
Situé à la sortie de Corbie, sur la route de Bray-sur-Somme, il offre un beau panorama sur la vallée de la Somme et les Etangs de La Barette.

### Corbie dans la littérature

#### Le Psautier de Corbie
Le Psautier de Corbie est un manuscrit enluminé du IXe siècle, réalisé à l'abbaye de Corbie et conservé à la Bibliothèque Louis-Aragon d'Amiens.

#### Romans
C'est à Corbie, dans la demeure historique « La Marguillerie », qu'habite Michel Thérais, le héros de Georges Bayard, dont les aventures sont éditées dans la Bibliothèque verte.
Romans ayant pour cadre Corbie :
- Michel mène l'enquête (1958),
- Michel poursuit des ombres (1961),
- Michel et la voiture fantôme (1971),
- Michel et la super maquette (1978),
- le premier chapitre de Michel et les routiers (1960), se déroule également à Corbie.

Un roman historique retrace, dans un chapitre, l'épisode du siège de Corbie :
- Aymeric de Dampierre, Les Cavaliers de la paix, Paris, 1998, éditions Albin Michel, collection Les grands romans historiques.

#### Contes et légendes
La tradition orale a gardé plusieurs histoires ou légendes concernant Corbie :
- Le Géant de Corbie ;
- La Légende des Corbeaux ;
- Le Musicien qui rencontra le loup ;
- Les Reliques de saint Gentien ;
- Le Feu Ribier[70], etc.

### Gastronomie
Les pâtissiers de Corbie ont créé quelques spécialités culinaires suivantes :
- le pavé de Corbie, créé en 2004, inspiré du macaron d'Amiens, réalisée à base de poudre de noisettes, de miel et de compote de pomme ;
- les carolus, biscuits sablés à la framboise, à l'abricot ou à la poire, de forme oblongue, créé en 2011 ;
- le paris-corbie, gâteau inspiré du paris-brest formé de pâte à choux et de crème mousseline à la noisette.

### Équipements culturels

#### Centre Adalhard

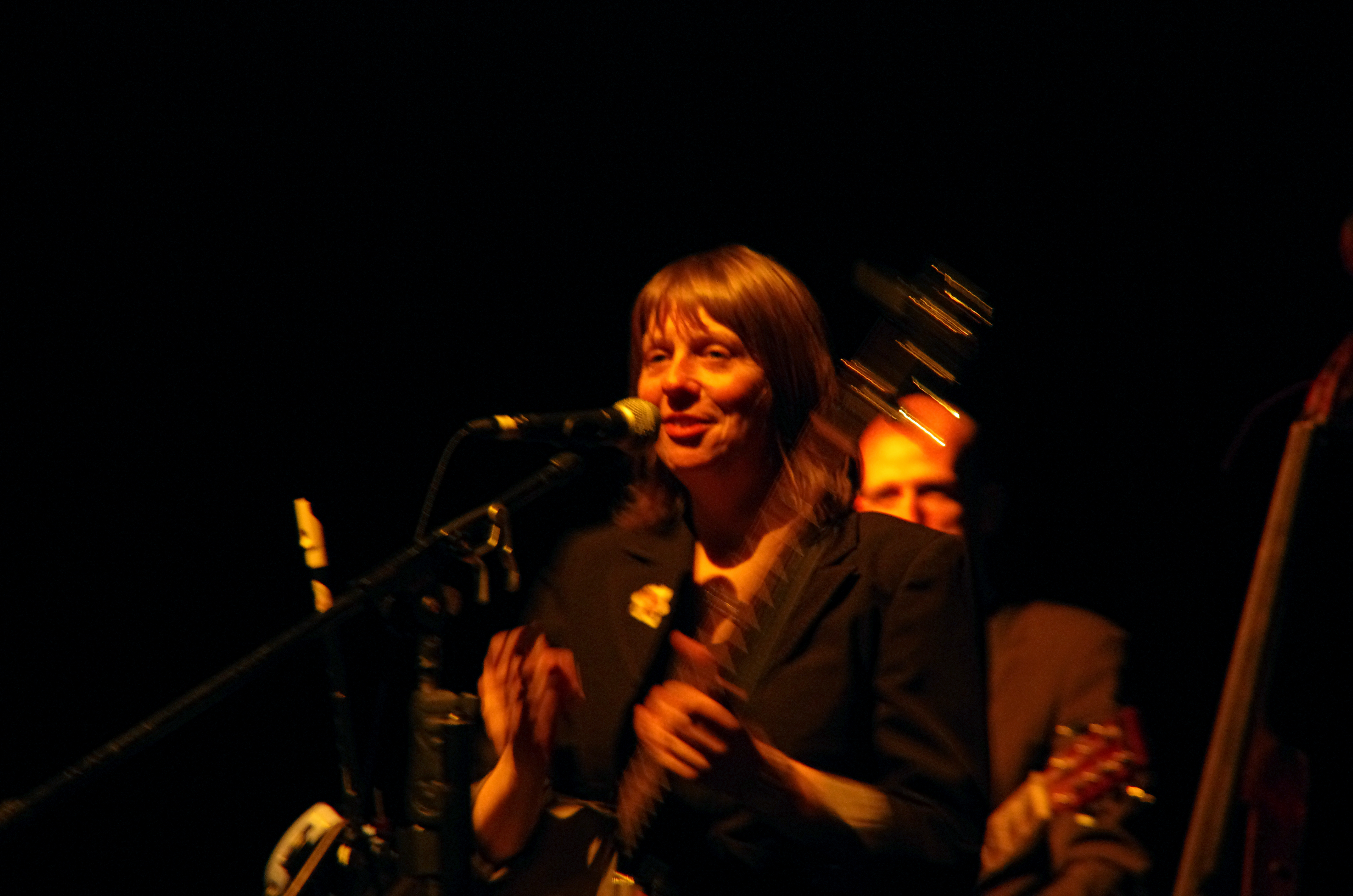
Rosie Short, la musicienne et chanteuse des Churchfitters, sur scène à Corbie en mars 2011.

La salle de théâtre et de concerts Les Docks propose désormais une programmation intéressante pour une localité de cette taille. C'est ainsi par exemple que les groupes Churchfitters (musique irlandaise) et Amuséon animèrent la soirée de Saint-Patrick (le Saint Patrick's Day) le 17 avril 2011.

#### Centre d'accueil et d'animation
Situé en plein centre de Corbie à l'angle de la place de la République et de la rue Jean et Marcelin Truquin, le Centre d'accueil et d'animation abrite, les services culturels de la ville de Corbie, l'Office de tourisme de Corbie-Bocage-Trois vallées et une salle pour les expositions (peintures, sculptures, photos, artisanat, environnement etc.)

#### Médiathèque
Inaugurée en 2011, la Médiathèque du Val de Somme est l'œuvre du cabinet d'architectes lillois Béal et Blanckaert. Elle est située dans l'Enclos, non loin de la piscine Calypso. Outre le prêt d'ouvrages « papier » et audiovisuels, la médiathèque propose des animations ou des expositions tout au long de l'année.

#### Ensemble musical de Corbie
L'ensemble musical de Corbie (EMC) est une association loi de 1901. EMC se compose d'un orchestre et d'une école de musique.

##### L'orchestre
Il est issu de la Société philharmonique corbéenne qui avait été fondée par le baron de Caix de Saint-Aymour, maire de Corbie, en 1856.
À la fin de la Seconde Guerre mondiale, en 1944, avec une douzaine de musiciens seulement, l'harmonie reprit vigueur sous l'impulsion de la municipalité, d'Émile Lecomte et de Louis Proux.
En 1987, la Société philharmonique corbéenne est devenue l'Ensemble musical de Corbie.
L'orchestre réunit aujourd'hui environ 70 musiciens bénévoles.

##### L'école de musique
Elle dispense des cours de formation musicale, de chant et d'instruments (cordes, bois, cuivres, percussions).

#### Groupe de percussions industrielles
Le groupe Bidon est un groupe de percussions industrielles musicales qui rassemble entre quarante et cinquante musiciens. Il a acquis une renommée internationale qui lui a permis d'être choisi par Yves Pépin, metteur en scène des spectacles de l'exposition universelle de Lisbonne et de participer aux spectacles d'ouverture et de Clôture de la Coupe du monde de football les 10 juin et 12 juillet 1998. Le groupe a fêté ses 25 ans d'existence en septembre 2013.

#### Les Amis du Vieux Corbie
Les Amis du Vieux Corbie est une société savante créée en 1962 à l'occasion du treizième centenaire de la fondation de l'abbaye. Les Amis du Vieux Corbie publient des ouvrages sur l'histoire de Corbie, organisent des expositions et des conférences. Depuis 1980, ils gèrent et animent le musée qu'ils ont créé.

### Personnalités liées à la commune
- Théofroy (?  - 690), premier abbé de l'abbaye de Corbie.
- Maurdramne, cousin d'Adalhard de Corbie, abbé de Corbie de 772 à 781. On lui doit la rédaction d'une Bible en sept écritures différentes dont la minuscule caroline.
- Adalard de Corbie (saint Adalhard), né vers 752 et mort en 826, cousin germain de Charlemagne, abbé de Corbie ; il fonde en 822 l'abbaye de Corvey (Corbeia nova : nouvelle Corbie) sur le territoire de Höxter (Westphalie).
- Paschase Radbert né vers 790 à Soissons et mort en 865 à Saint-Riquier. Enfant trouvé, éduqué par Adalhard, il devint moine de l'abbaye de Corbie, prieur sous l'abbatiat de Wala et abbé de Corbie de 843 à 851. Il est le premier théoricien de la transsubstantiation.
- Ratramne de Corbie, mort vers 868, moine de l'abbaye de Corbie, théologien célèbre qui s'opposa à la théorie de Paschase Radbert.
- Anschaire de Brême (saint Anschaire), serait né à Fouilloy en 801 et décédé à Brême en 865. Moine de l'abbaye de Corbie qui fut envoyé à l'abbaye de Corvey (la Nouvelle Corbie) en Westphalie. De là, il partit évangéliser le Danemark et la Suède. Il devint archevêque de Hambourg et évêque de Brême. C'est le saint patron du Danemark.
- Francon d'Amiens, abbé de Corbie de 891 à 912, il fit fortifier la ville et frappa monnaie.
- Gérard de Corbie (Saint-Gérard) (1025-1095), moine de l'abbaye de Corbie qui fonda en Gironde l'abbaye de La Sauve-Majeure en 1079.
- Foulques de Corbie dit « Foulques le Grand » (vers 1030-1095), abbé de Corbie qui défendit devant le pape les privilèges de son abbaye contre les prétentions de l'évêque d'Amiens Guy.
- Pierre de Corbie (†1290), maître d'œuvre qui dirigea la construction de la cathédrale Saint-Étienne de Bourges, et peut-être celle de Tolède (d'après C. Enlart, Manuel d'archéologie française, t. 2, Paris, Picard, 1929).
- Robert de Corbie (? - après 1365), formé à l'abbaye de Corbie, il fut conseiller du dauphin (futur Charles V), professeur puis recteur de la faculté de théologie de Paris et père d'Arnaud de Corbie, l'un des marmousets.
- Hugues IV de Vers (? – 1352), abbé de Corbie de 1326 à sa mort.
- Colette de Corbie (sainte Colette) née à Corbie en 1381 et décédée à Gand (Flandre) en 1447. Nicolette Boellet, de son vrai nom, vécut recluse quatre ans à Corbie avant d'intégrer l'ordre des pauvres Dames (ordre des clarisses) qu'elle réforma. Elle fonda plusieurs couvents.
- Eustache Marcadé ou Mercadé, né en Artois à une date inconnue, mort en 1440, official de l'abbaye de Corbie à partir de 1414, auteur présumé de l'un des premiers mystères français connus à ce jour. On lui attribue Le Mystère de la Passion, appelé communément la Passion d'Arras ; La Vengeance Jésus-Christ lui est également attribué.
- Jean Dehem, né à Corbie au XVIe siècle, entra dans l'ordre des Minimes et fut un prédicateur célèbre. Il s'attaquait aux protestants et avait une grande audience auprès des Parisiens. Il mourut de la peste en 1562.
- Charles de La Rue (1684-1740), érudit bénédictin.
- Jean-Baptiste Veyren né en 1704 à Villeneuve-de-Berg (Ardèche), décédé le 9 avril 1788 et inhumé à Corbie. Il s'était installé dans cette ville en 1734 comme maître serrurier. Jean-Baptiste Veyren est surtout connu pour avoir réalisé les somptueuses grilles en fer forgé formant clôture du chœur de la cathédrale Notre-Dame d'Amiens. Il réalisa également les grilles du chœur de l'église abbatiale de Valloires, les grilles de la chapelle de l'hospice de Saint-Riquier, les grilles d'entrée du château de Bertangles.
- Charles Vincent de La Rue (1707-1762), érudit bénédictin né à Corbie et décédé à Paris. Il a poursuivi l'œuvre de son oncle Charles de La Rue notamment, il termina la traduction des œuvres d'Origène.
- Dom Pierre Nicolas Grenier, né à Corbie le 10 novembre 1725 fils du procureur du comté, fait des études au collège de l'abbaye puis devient novice bénédictin à Meaux avant d'être ordonné prêtre à Paris en 1753. Il rédigea une Histoire de Corbie qui assit son autorité. En 1763, il est nommé historiographe de Picardie. Jusqu'à sa mort présumée en 1789, il parcourut la province et amassa une documentation considérable aujourd'hui conservée à la Bibliothèque nationale de France.
- Antoine Graincourt, né à Corbie le 17 mars 1748, décédé à Champeaux (Seine-et-Marne) le 26 décembre 1823. Peintre et miniaturiste installé à Paris. Il réalisa le portrait de militaires célèbres de son époque ou du passé récent : René Duguay-Trouin, Mahé de La Bourdonnais, le marquis de Chatellerault…
- Edmond Gressier (1813-1892), sénateur, président du Conseil Général de la Somme et Ministre des Travaux Publics (1869-1870) sous le Second Empire.
- Édouard Jumel (1832-1915), prêtre et historien de la ville de Corbie.
- Jean Masse (1868-1934), propriétaire et directeur d'une filature de laines peignées, maire de Corbie en 1919, conseiller d'arrondissement et conseiller général du canton de Corbie. Il fut élu député de la Somme de 1928 à 1932.
- Eugène Lefebvre (1878-1909), pionnier de l'aviation, né à Corbie le 4 octobre 1878 ; il fut le premier pilote tué aux commandes de son appareil, le 7 septembre 1909.
- Renée Boulanger (1903-1996), alias « Nénette », résistante, membre du réseau Comète avait fait de sa maison une safe house à Hamelet. Elle organisait le franchissement de la Somme à Corbie et hébergeait chez elle les pilotes alliés et les guides en partance pour les Pyrénées en vue de rallier l'Angleterre[77],[Note 11].
- Georges Bayard (1918-2004), romancier, auteur de la série des Michel.
- Xavier Tilliette (1921-2018), théologien et philosophe, né à Corbie.
- Alain Gest (né en 1950 à Amiens), homme politique français. Conseiller général de Corbie de 1985 à 2004, conseiller régional de Picardie de 1986 à 1993 et de 1998 à 2002, député de la Somme de 1993 à 1997 et de 2002 à 2017, président du Conseil général de la Somme de 2001 à 2004, adjoint au maire d'Amiens depuis 2014 et président de la communauté d'agglomération Amiens Métropole depuis 2014.
- François Sueur (né en 1953), ornithologue, a vécu à Corbie de 1956 à 1979.
- Jacques Duquennoy (né en 1953), illustrateur, né à Corbie.
- Éric Frechon (né en 1963), grand cuisinier, né à Corbie. Il a obtenu sa 3e étoile au Guide Michelin en 2009.
- Patrick Coulombel, né le 7 mars 1963 à Corbie. Architecte DPLG en 1991, cofondateur de la Fondation Architectes de l'urgence.
- Thomas Chirault, archer français, né le 15 septembre 1997 à Corbie.

### Héraldique
| Blason de Corbie | Blason  | D'or à deux clés de gueules en sautoir au chef d'azur chargé de trois fleurs de lys d'or,. |
| Blason de Corbie | Détails | Devise : « Urbs aurea altera Roma » (la cité d'or, l'autre Rome). Ornements extérieurs : - Croix de guerre 1914-1918 avec palme. Citation à l'ordre de l'armée du 28 octobre 1920 : « Située dans la zone de combats en 1918 a été l'objet de fréquents bombardements, qui l'ont en grande partie détruite, par ses pertes et la fière attitude de sa population sous les obus et dans les épreuves a bien mérité du pays. » - Croix de guerre 1939-1945 avec étoile de bronze. Citation à l'ordre de la brigade du 11 novembre 1948 : « Théâtre de violents combats qui opposèrent le groupe de reconnaissance du 2e C.A. à la 1re Panzer Division allemande du 20 mai au 6 juin 1940, la ville de Corbie a ensuite supporté vaillamment les souffrances de l'Occupation. Douze de ses enfants ont été déportés et trois fusillés par les Allemands. Sa vaillante population a, malgré ses pertes et les dégâts importants provoqués par de nombreux bombardements, conservé intacte sa foi dans les destinées de la Patrie. » Les armes de Corbie ont été adoptées le 2 septembre 1970 par le conseil municipal mais elles étaient déjà en usage auparavant, elles figurent, sur une pierre sculptée sur la façade de l'hôtel de ville, au-dessus de la porte d'entrée, depuis 1928. Elles reprennent celles de l'ancienne abbaye. |

## Pour approfondir